# シティーハンター (アニメ)
『シティーハンター』（CITY HUNTER）は、北条司による同名の漫画を原作とする、一連のアニメーション作品。
本項目で記述する作品は以下の通り。なお、状況に応じて括弧内の略号を用いる。
- テレビアニメ
  - シティーハンター (1)
  - シティーハンター2 (2)
  - シティーハンター3 (3)
  - シティーハンター'91 ('91)
- テレビアニメスペシャル
  - シティーハンター ザ・シークレット・サービス (SP1)
  - シティーハンター グッド・バイ・マイ・スイート・ハート (SP2)
  - シティーハンター 緊急生中継!? 凶悪犯冴羽獠の最期 (SP3)
- 劇場版アニメ
  - シティーハンター 愛と宿命のマグナム (L&D)
  - シティーハンター ベイシティウォーズ (BCW)
  - シティーハンター 百万ドルの陰謀 (M$P)
  - 劇場版シティーハンター 〈新宿プライベート・アイズ〉 (SPE)
  - 劇場版シティーハンター 天使の涙 (AD)

## 概要
本作は1987年に『シティーハンター』としてテレビアニメ化されたのを皮切りに、テレビシリーズとしては4度のアニメ化と3度のTVスペシャルが放送されたほか、劇場用アニメ映画として1999年までに3本、2019年以降に2本が制作・公開され、いずれの作品も制作にはよみうりテレビとサンライズ（現・バンダイナムコフィルムワークス サンライズブランド）が関わっている。2019年以降の映画はアニプレックスが制作しており、コアミックス、日本テレビ放送網など、新たな企業が複数参画している。
1987年に開始されたテレビアニメシリーズは、サンライズとして初の漫画原作物であった。『1』第14話までは会社名表記が「日本サンライズ」であったが、社名変更に伴い、第15話以降の社名表記は「サンライズ」に変更された。
毎回登場する女性ゲストには、基本として有名女性声優が出演した。また、女優の水沢有美が『1』第45話に、国生さゆりが『2』第1話と第2話にそれぞれ出演している。『2』中盤以降、出演できる女性声優が少なくなったため、過去に出演した女性声優が別の役で再登場したり、アフレコの日程を変更するなどして都合をつけていたという逸話もある。
原作の段階で荒唐無稽さが見られたミリタリズムやリアリティの描写は、アニメ版ではさらに顕著となり、見栄えとしてのアクションが重要視されている。

### 原作とアニメの関係
アニメ版は原作と比較して設定が相当に変更されており、ある意味パラレルワールド的な関係となっている。また、テレビアニメ版の後半以降はアニメオリジナルの脚本がその多くを占めている。ただし、本作アニメ版で当時ではきわめてユニークだったのは、一般的なアニメ化作品とは異なり、原作者の北条司自身がアニメの制作に深く関わっている点である。
北条はアニメ会社（サンライズ）と積極的に協業しており、原作の連載中にスケジュールの問題で執筆することができなかったストーリーをアニメ版オリジナル脚本の原案としていることが多い。さらにアニメ版のオリジナルキャラクターのデザインも全て北条本人が行っており、シナリオ・絵コンテのチェックも北条本人が行っている。この手法は、本作のアニメ版映画が2019年に再起動した後も継続している。

### 原作とアニメ版の相違点
- アニメ版の内容の大半は、原作と違って1つのエピソードを1話完結か前編・後編と構成したものである。原作がオムニバス形式であるため、アニメオリジナルのエピソードも多く、全140話中75話がオリジナル作品となっている。そのため、「獠と香が敵対する」といった独創性のあるエピソードも生まれた。
- 原作をベースにした話も、単発キャラクターの設定や話の結末が原作と異なる時が度々あった。さらに、野上冴子、野上麗香、麻生かすみ、海坊主などの準レギュラー格のキャラクターが原作では登場しなかった話にも登場することがあり、原作より出番が増えている。海坊主はアニメの方で、原作よりも先に準レギュラーキャラクターになっている。
- 放送時間帯は子供・女性も見ることが想定されたため、アニメ版で実際に獠が「もっこり」させているシーンはなく、セリフとして登場するに過ぎない。そのため、もっこりが核となる場面などは設定が変更されたり違う場面に変更されたりしている。その他にも、こだま兼嗣は「女性の嫌がることはやらない」「中途半端なセクシーシーンは出さない」「セクハラの後には必ず罰を受ける」等の決まりを徹底させた。アニメーターが下着を一瞬見せる描写のあるカットを上げても、すぐに全て修正させた[3]。アニメ化に際しこの点で苦心したことは、本作の監督を長年にわたり務めているこだまが後に文庫版の解説で語っている[4][注釈 3]。ただしこの決まりが功を奏し、大量のファンレターがスタジオに届く様になり、その8割が女性からだった[3]。
- 反面、「古い概念や価値観を持ち続けたままだと、北条先生の世界をダサくしてしまう」「僕一人のアイディアなんて、たかが知れている」という考慮から、まずはこだまがスタッフのやりたい事を聞きにまわることから始めた。こだまの感覚でよかったら採用し、一旦ラフ原画・プロットを若手スタッフに好きなように書かせた。それでも原作の世界観と合わなかったら、こだまによって添削・却下がなされた。こだまは「アニメの面白い部分の半分以上が、若いスタッフが持ち込んだアイディアでした。僕だったら『演出家としての自分の疑ってしまうような、絶対無理な表現』と思うような演出も平気で取り入れた」と語っている[5]。
- 初期および後期のエピソードの一部[注釈 4]、『獠と恐るべき似た者姉妹!!』（原作第31巻に収録）以降の連載作品はアニメ化されておらず、特に原作では後半ストーリーの主軸となる「ユニオン・テオーペ」およびその関連人物は原則登場しない（理由については「#アニメ版における「エンジェルダスト」「ユニオン・テオーペ」「海原神」の扱い」を参照。）。
- 原作連載終了後に放送されたテレビスペシャル版は、いずれもアニメオリジナルの内容である。
- 原作者の北条は「獠の飛行機恐怖症」という設定を早い時期から考えていたが[注釈 5]、アニメ制作側との意思疎通が不十分であったことから、『1』第2話や第16話では獠がセスナ機に乗っている場面が放送されており、依頼人が旅立つ際は空港で飛行機を見送るエンディングシーンも頻繁に登場した[注釈 6]。
  - 監督のこだま兼嗣は原作文庫版1巻のあとがきで、このことを「原作を裏切るような大きなミス」と述べ、深く反省している。原作者の北条は「獠の飛行機恐怖症の話は、TVシリーズが終わるまで、原作では描かないようにします」と述べ、アニメ版への配慮から、『2』が終了するまでは原作で描かれなかった。さらに、獠が恐怖心を持っているのは飛行機の中でも特にジェット機だという設定を原作で追加した。このことから、こだまはアニメ制作側のミスを原作でフォローした作者の北条に感謝している。
- 原作では獠は喫煙者だが、アニメでは喫煙している描写は大幅に減らされている。
- 『1』では放送当時提供スポンサーだった浅田飴の新商品「固形浅田飴パッション（箱）」がアニメの随所に登場している。現在のアニメ制作では資金調達のために必須となっている「プロダクトプレイスメント」の先駆けである。

### アニメ版における「エンジェルダスト」「ユニオン・テオーペ」「海原神」の扱い
「エンジェルダスト」は、首領（メイヨール）こと海原神（かいばら・しん）が率いる犯罪組織「ユニオン・テオーペ」が組織の傭兵に投与するために開発した麻薬で、原作では展開上きわめて重要な役割を果たす。しかし、アニメ版ではこれらの設定が完全に省略されており、エンジェルダスト絡みの原作は全てアニメの脚本から外されていた。
2023年の劇場版「AD」公開前後に初めて明らかにされたのは、これまで、制作側がテレビアニメ版で麻薬の話題を出すことを自主規制していたという点である。
ただし、「AD」はアニメ版の「最終章」と位置づけられており、『シティーハンター』というアニメ作品を前に進めるために、思い切ってこれらの要素をストーリーに入れ込むことを決めたという。
「海原神」をアニメ版に登場させた経緯について「AD」総監督のこだまは、原作者の北条と会話をするたびに、北条が「海原神」の名前を出していたため、もし次回作があるなら海原を登場させることや、獠の過去にも触れざるを得ないと考えたと述べている。
原作者の北条は、アニメ制作側のこの判断について「原作で海原が登場することで物語が終盤へと向け動き出すし、TVシリーズでは海原やエンジェルダストの設定を省く形で制作されていたので、今このタイミングで原作の物語に寄せるのもありじゃないかなと思いました。」と述べている。

### 音楽について
主題歌陣は、当時アニメーションとあまり縁のなかったEPIC・ソニー（当時）にサントラを依頼した。特に、『1』前期の小比類巻かほるとTMは両方ともオリコンでトップ10入り（オリコン最高位は小比類巻が8位、TMが9位）を果たした。オープニング・エンディングを別々のアーティストが担当し、それが両方ともトップ10入りしたのは当時のアニメ界では初めてのことであった。OVAや映画では、ビクター音楽産業（当時）がサントラを担当した。
全シリーズに共通しているのは、「本編のラストシーンは長尺の13～16秒のカットで撮って、そこからエンディングテーマ曲のイントロがフェードインしてきて、そのままCMを間に挟まずにエンディングテーマ曲に突入する」というスタイルである。これは当時のテレビアニメの定番である「本編が終わると一旦CMが入ってエンディングテーマになる」スタイルを覆す、画期的なことだった。これは諏訪道彦の「本編のラストは格好いい状態でつなぎたい」という意向で、そのシステムを日本テレビのスタッフに直接交渉して成立させた。諏訪はこの方式を「聖母たちのララバイ方式」と呼んでおり、本作はこれをテレビアニメで初めて採用した作品である。また、当時のテレビアニメはモノラル放送が通常であった中、本作はオープニングテーマとエンディングテーマのみステレオ放送に切り替えるという試みがなされていた。
TVアニメ第1シリーズのエンディングテーマとして用いられたTMの「Get Wild」は、上記の通り、当時としては画期的な演出を用いて流されたこともあり、本作を象徴する代表曲として、その後のTVシリーズでもしばしば挿入曲として用いられ、SP2・3や21世紀の映画エンディングテーマになっているほか、TM NETWORKの代表曲にもなった（楽曲としての詳細な解説は「Get Wild」の項目を参照）。後の作品への影響としては、野崎圭一が『機動戦士ガンダムSEED』のエンディングテーマとして用いられたSee-Sawの「あんなに一緒だったのに」の演出にあたって、本作の「Get Wild」のスタイルを意識したと語っている。

### 制作スタッフ
本作のメインスタッフは、東京ムービー新社の『新ルパン三世』班（監督のこだま兼嗣、演出の港野洋介（青木悠三）、キャラクターデザインの神村幸子、作画監督の北原健雄など）が数多く参加した。『アリオン』『機動戦士ガンダムΖΖ』での実績を買われ、キャラクターデザインとして内定していた神村が夫であるこだまをサンライズ側に紹介したことで、彼が本作品の監督を務めることとなった。なお、第3話「愛よ消えないで! 明日へのテンカウント」は、こだまが現場に入る前にパイロット版として製作されており、高橋良輔が監修を行っている。
東京ムービー新社時代のこだまの師匠格にあたる北原は、この頃すでにアニメーターとして20年以上のキャリアがあるにもかかわらず、この作品がサンライズ作品初参加であった。これまでに『元祖天才バカボン』『新ルパン三世』といった、総話数100話以上の作品の作画監督を手掛けてきた北原は、本作品では総作画監督としてその経験と実力を存分に発揮し、作画面で大いに貢献した。なお、この実績が評価されたことにより、『機動戦士ガンダムF91』での作画監督を当時のサンライズ社長であった山浦栄二から直々に依頼された。同じくこだまの師匠格である港野は、『無敵超人ザンボット3』第1話Bパートの原画以来、数年ぶりのサンライズ作品への参加となった。本作品ではこだま監督の助監督的な位置付けと言えるポジションで活躍。槇村香、野上冴子、美樹といった重要なキャラクターが初登場するエピソードの絵コンテ、演出、構成を担当したり、最終回の前後編（または前中後編）における構成と演出をこだまと分担しながら担当している。
各話については、サンライズの『蒼き流星SPTレイズナー』班、脚本の星山博之、外池省二、平野靖士、演出の今西隆志、加瀬充子、主力作画スタジオはアニメアールから作画監督の谷口守泰、原画の吉田徹、逢坂浩司、沖浦啓之、小森高博、木村貴宏。スタジオ・ムーから村中博美、黄瀬和哉、山本佐和子。そして、『銀河漂流バイファム』『超力ロボ ガラット』の主力作画スタジオだったスタジオ・ライブから神志那弘志、山内則康、小林早苗らが参加しており、神志那は本作で初めて作画監督を務めた。また、武藤裕治は本作で演出家デビューを果たした。
また、散発的に参加した脚本家の井上敏樹は、後年になって本作に参加していた頃に思うようにシナリオが書けなくなるなど、スランプに陥っていたことを明かしている。
『1』第27話からメカデザインとして途中参加した明貴美加はそれまでガンダムしか描いたことがなく、「修行のためとはいえ自身が選ばれたことへの戸惑いがあった」と語っている。シリーズ途中には、獠の愛車であるミニ・クーパーやフィアット・ウーノなどの車関係をアニメ向けに簡略化したデザインが、演出の港野洋介（青木悠三）によって新たに描き起こされたこともある。なお、明貴は「劇中に出てくる小物類だから」という理由で、ブラジャーのデザインも担当した。
同作の制作会社であったサンライズは、『バトルスピリッツ』シリーズや『アイカツ!』シリーズ、『TIGER & BUNNY』シリーズなどを製作した一方で、キッズ・ファミリー向けを中心とした2015年にバンダイナムコピクチャーズを設立の上で分社化している。

## 21世紀以降の主な動き
2019年2月には21世紀に入って初の完全新作劇場版『劇場版シティーハンター 〈新宿プライベート・アイズ〉』が公開された（制作発表は前年3月におこなわれた）。
2022年4月、21世紀に制作された映画としては『SPE』に次ぐ第2作目の完全新作劇場版の制作を発表。『劇場版シティーハンター 天使の涙（エンジェルダスト）』のタイトルで2023年9月8日に公開された。

### 主要キャスト
- 冴羽 獠 - 神谷明
- 槇村 香 - 伊倉一恵[注釈 10]
- 海坊主 - 玄田哲章
- 野上 冴子 - 一龍斎春水（麻上洋子）[注釈 11]
- 美樹 - 小山茉美 / 伊藤美紀[注釈 12]
- 槇村 秀幸 - 田中秀幸
- 野上 麗香 - 鷹森淑乃
- 麻生 かすみ - 冨永みーな

また本作に出演している声優の多くは、本作のパラレルワールドを描いた『エンジェル・ハート』のテレビアニメ版でも引き続き同じ役を担当した。

## テレビ版
『シティーハンター』、『シティーハンター2』、『シティーハンター3』、『シティーハンター'91』（シティーハンター ナインティーワン）と4度テレビアニメ化され、『シティーハンター ザ・シークレット・サービス』『シティーハンター グッド・バイ・マイ・スイート・ハート』『シティーハンター 緊急生中継!? 凶悪犯冴羽獠の最期』と3度のテレビスペシャルが放送された。
『3』の第11話は、本放送時に一瞬だけオウム真理教代表（当時）・麻原彰晃の顔のカットが挿入され、サブリミナル効果を引き起こす仕様になっているとして問題となった。これは本放送終了後にオウム真理教への一斉強制捜査が行われていた1995年5月2日に発覚し、読売テレビは同年5月23日付で郵政省（現：総務省）から「番組基準の遵守を問われるような放送を行い、社会問題を引き起こした」として注意の行政指導を受けた。なお、再放送時やソフト化の際に該当部分は削除された。
『'91』ではキャラクターデザインがこれまでの神村幸子に代わり、『2』まで作画監督として参加していた神志那弘志が抜擢された。また、本作では後半パートに入る直前に獠と香がすれ違う構図で中央に『シティーハンター'91』のタイトルロゴが入った画面で、獠が「シティーハンター」とタイトルコールを行うアイキャッチがある。このアイキャッチには2種類の特別バージョンがあり、前者は喫茶店キャッツアイのマスターとしての海坊主にスポットを当てた第7話で構図はそのままですれ違うキャラクターを海坊主と美樹に変更し、中央のタイトルロゴが『ファルコン』に変更されたものと（タイトルコールも「ファルコン」）、後者は香がシンデレラのようなひと時を獠と過ごす原作の人気エピソード『都会のシンデレラ!!』を原作とした第10話で、香だけが描かれた画面に彼女の声でタイトルコールを行ったものが使用された。なお、スペシャルとして放映された第11話 - 第13話にアイキャッチはない。
『1』と『2』は4クール（52話）以上にわたってのロングランとなったが、『3』と『'91』はいずれも1クール（13話）にとどまった。特に『'91』は、基本的に中継放送が中止にならない東京ドームでの野球中継の影響も重なって放送休止が相次いだため、第11話 - 第13話が別枠（ローカル枠）でスペシャルとして連続放映されることとなった。
なお、『エンジェル・ハート』も本作と同じく、よみうりテレビ・日本テレビ系列各局でテレビアニメ化された（制作会社はサンライズからトムス・エンタテインメントに変更。トムスは東京ムービー新社時代に『キャッツ・アイ』のアニメ制作を手がけていた）。
テレビスペシャル版においては、冴子、麗香の父親である野上警視総監が3作品すべてに出演している。担当声優は『'91』で担当した亀井三郎ではなく有本欽隆となっている。また、テレビスペシャル1作目と2作目には、表向きはレンタルビデオ店の店主で、裏社会の情報に精通した獠の情報屋であるオリジナルキャラクター・源さんが登場する。こちらは田口昂が担当声優を務める。

### テレビオリジナルの重要人物
ここでは、獠をはじめとする主要人物と関わりを持つ人物や組織を記載する。
ロバート・ハリスン
声 - 堀秀行
登場エピソードは『2』の第31話と第32話。獠がアメリカにいた頃に組んでいたスイーパー。愛用の拳銃はワルサーP38。
5年前にプルトニウム強奪事件を解決する際に、犯人グループの攻撃により危機的状況にあった獠を助けており、獠は彼を命の恩人としている。獠と同じく酒好きの女好きであるが、彼の方が獠よりも女性には紳士的に接する。
東京で5年ぶりに獠と再会し、内戦が続くフェリダン王国の王女・アンジェラが、ゲリラ組織「人民解放機構」代表のガウス（声 - 仲木隆司）らと会談を行うためにお忍びで来日することに合わせ、彼女の警護を獠と共に行う。
獠のアパートを訪れてすぐに、モサダ（声 - 山寺宏一）率いる暗殺者集団の襲撃を受ける。翌日には空港でアンジェラと対面後にもモサダの暗殺者集団に襲撃されるが、これを退け、都内のホテルに宿泊する。その後、自身はアンジェラと共に会談場所となっている奥多摩の山荘へと向かい、獠は香と共に囮となって暗殺者集団を撃退する。そしてアンジェラの侍従として共に来日した将軍のマルキド（声 - 原田一夫）こそが一連の事件の首謀者であることを突き止める。さらにマルキドが、アンジェラが会談場所である山荘までたどり着いた場合は山荘ごと爆破する計画を立てていたことも知る。
獠と香が急いで山荘へと駆け付けたことにより、アンジェラたちは難を逃れたが、2階で休んでいたという彼だけは爆発により消息不明となる。その直後にモサダたちに襲撃されるが、ガウスたち協力のもとで暗殺者集団は全滅する。
山荘の爆破で死んだと思われていたが、実は生きていたことが判明する。そして、彼が来日した本当の目的がアンジェラの暗殺であったことも明らかとなる。彼は、マルキドによるアンジェラ暗殺計画がすべて失敗に終わった場合という条件付きで彼女の暗殺を引き受け、山荘爆破でも暗殺が失敗したことを確かめた上で、アンジェラを狙撃する。
「なぜ、裏切ったんだ？」と問い詰める獠に上述の経緯を打ち明けた上で、「山荘へ届けるまではフリーだった。だから、それまではボディーガードを引き受けただけだ」と告げる。そして獠に対し「相変わらずお前は甘ちゃんだな。情に流されていたら、この世界ではやっていけない」とも言い放つ。そこへ、撃たれたはずのアンジェラが姿を現し、暗殺が失敗したことを知る。
「このまま引き下がるわけにはいかない」と、改めて任務を遂行しようとしたため、獠には「マルキドは死んだんだから、契約は白紙のはずだ！」と思い止まるよう説得されるが、「マルキドは死んでも、契約は生きている」と説得に応じなかったため、獠と一対一の勝負をすることとなる。勝負の結果、彼の撃った弾は獠の右肩をかすっただけだったが、獠の撃った弾は彼の心臓に命中し、もう助からないことを悟る。死に際「香くんを大事にしろよ…地獄で、待ってるぜ…」と言い残して死亡する。
前述の通り、獠にとっては命の恩人であり、いつか恩を返したいとずっと願っていたが、それを叶えられなかったばかりか、自分の手で殺してしまったため、この一件は獠の心に大きな傷を残し、後に新たな来訪者を招くことになる。
アンジェラ
声 - さとうあい
登場エピソードは『2』の31話と32話。フェリダン王国の王女で、長年内戦が続く祖国の惨状に心を痛める。
反政府ゲリラの首脳であるガウスたちとお忍びで会談するために来日し、獠とロバートに自身の護衛を依頼する。空港でモサダの暗殺者集団の襲撃を受けるが、獠とロバートの活躍によって難を逃れる。その後、フェリダン王国の領事館ではなく、獠とロバートと共に都内のホテルへと向かう。その様子から獠には、自分の命を狙っている者がゲリラではなく内部にいることに、既に気付いているのではないかと尋ねられる。
翌日、獠と香が囮となってモサダの手下を引き付けている間に、ロバートと共に会談場所である奥多摩の山荘へと向かう。そこでガウスたちと会談を行い、一応の成功を収める。会談後すぐに獠が駆けつけ、山荘に爆弾が仕掛けられていることを聞かされたため、避難したことで難を逃れ、同時に自分の命を狙っていたのが侍従のマルキドだったことにも気付いていたと明かす。
物語後半、獠に追い詰められたマルキドの口からロバートの生存が明かされた直後にそのロバートに銃撃され倒れるが、防弾チョッキを身に着けていたため、左腕を負傷するも大事には至らず、無事に帰国した。しかし、自分を命の危機から救うためだったとはいえ、獠は親友のロバートを一騎打ちの末に殺してしまったため、エンディングのモノローグでは「私の傷は時が来れば癒えます。でも、冴羽さんの心には、癒えない、大きな傷が…」と獠の心情を代弁する。
ソフィー・シルバーマン
声 - 佐々木るん
登場エピソードは『3』の12話と13話。スイーパーのマネージメント会社に勤める社員を名乗り、獠の前に現れた長いブロンドヘアの女性で、獠のアメリカでの仕事の窓口になりたいという話を持ち掛ける。
しかしながらその正体は、裏社会では「銀の女豹」という異名を持つ名の知れたスイーパーで、獠との一騎打ちで命を落とした前述のロバートの婚約者であった。ロバートとは、彼がアンジェラ暗殺の任務を最後にスイーパーを引退した後結婚する予定だったが、獠に殺されたことを知り、素性を隠して復讐のため獠に近付く。中盤で獠、香ともども謎の集団に襲撃されるが、逃げ込んだ廃ビルで獠に救われ、この中で襲撃犯の正体がテロリスト育成から要人暗殺まで請け負う殺人会社ギネス・コーポレーションの一員であることを明かす。前述のアンジェラ暗殺をロバートに依頼したのもギネス・コーポレーションであり、ロバートは彼らの人質にされた自分の為に依頼を断れなかったことを明かした。
素性を明かした後、獠に勝負を持ち掛けるも「君とやりあう気はない」と断られたため、獠を撃って重傷を負わせた上、香を連れ去る。そして1週間後に指定したベース跡へ来ることを要求する。しかし、香から獠とロバートが親友同士だったことや、自分も大切な人（秀幸）を理不尽に殺された過去を持つことを聞かされたことで動揺した様子を見せる。
1週間後、指定のベース跡でケガの完治していない獠と対峙するが、そこにはボスのギネス（声 - 木原正二郎）をはじめとするギネス・コーポレーションの一同も集結する。2人をまとめて殺そうとするが、加勢した海坊主の協力もあって手下は全滅させられ、ギネスも獠に額を撃ち抜かれ死亡した。
ギネスたちを倒した後、改めて獠と一騎打ちの勝負となったが、勝負の直前に香が身を挺して阻止する。香の身を案じた獠は退くように言うも、香が「獠が死んだら生きてたって仕方ない！残されて悲しむのはもう嫌！兄貴だけでたくさん！」という思いを叫んだことでその思いが通じたのか、獠への復讐を思い止まる。その後、香に迷惑をかけたことを謝罪し、船で帰国した。
キャサリン・ヘイワード
声 - 鶴ひろみ
登場エピソードは『2』の15話と16話。海坊主の元相棒だったヘイワード（声 - 田原アルノ）の娘。父の死後はダンディ・ジャック（声 - 仲木隆司）に育てられる。海坊主を父の仇としてずっと追い続けていたが、実はジャックこそが父を殺した男であり、終盤で自分が騙されていたことに気付く。終盤で本性を現したジャックにより、海坊主もろとも殺されそうになったが、陰からすべての様子をうかがっていた獠により救出され、ジャックの思惑も阻止された。全てを知り、父の本当の仇であるジャックを撃とうとするが、海坊主に「もういい。これ以上のことはヘイワードも望んでいない」と説得され、ジャック殺害を思い止まる。
海坊主はヘイワードのパートナーであったことに誇りを持っており、ヘイワードの死の真相についても彼女が自分の話を信じないだろうという考えから明かしていなかった。獠からは「8年前、海坊主は君の父親を守れなかったから、君が海坊主を『父親の敵』と言った時、何も弁解しなかったんだ」「海坊主には、君の父親は最初で最後のパートナーだったんだ」と海坊主の思いを代弁される。海坊主を敵として狙い続けた自分の行いを心の底から悔いるが、海坊主には「もういい。何も言うな」と許しの言葉を贈られて和解する。そして、空港で海坊主に「これから8年分を取り戻します。普通の女の子として」と伝えて帰国した。
マイケル・ガーラント
声 - 池田勝
登場エピソードは『1』の32話。裏社会では世界一の殺し屋と言われ、獠でさえも「彼に狙われて生き延びたものはいない」と評するほどの実力者。特にトラップの技術は高く、海坊主にトラップを伝授した人物でもある。決して卑怯な真似はせず、自分の実力を以て正々堂々と対峙する姿勢の持ち主であり、東京の繁華街ではチンピラの集団に絡まれた花売りの少女（声 - 神代知恵）を助けるなど、人間的な優しさを見せることもある。海坊主によると、自分と同じ「プロのニオイ」を持つ相手を見つけた時、暗殺の依頼よりもまず決闘を優先させる傾向があり、決闘の前にはタキシード姿でピアノを弾く。
世界有数の産油国であるキルレア共和国大統領暗殺の依頼を受け来日する。これを察知した警視庁は、大統領来日の前に彼と接触し、冴子の殺しを依頼することで現場を押さえて逮捕するという危険な作戦に出る。冴子はこのことを知らせるため、自身が殉職したという嘘の手紙を獠のもとへ送り、墓地へとやって来た獠に作戦の内容を明かし、獠は冴子の警護を行う。
冴子を撃とうとするも、これをコルト・パイソンの銃撃で阻止する獠の腕前を見せられたことで、獠を「本物のプロ」と認め、旧知の仲である海坊主を介して獠に正式な勝負を申し込む。海坊主を立会人とした勝負の舞台は廃ビルで、トラップと射撃で獠を追い込む。さらに、日の出の時刻も計算に入れた上で、自身の勝利を確信したことを獠に宣言するが、「逆転からのチェックメイトだってあるんだ！」と言い放った、獠の飛び降りからの射撃で腕を撃たれて負傷し、完敗を喫する。
勝負後、キルレア共和国大統領暗殺の任務を断念し、空港で遭遇した海坊主に「マイケル・ガーラントは引退したそうだ。ベリーハッピーと言っていた。老兵は、消え去るのみ…」と告げて帰国した。
ケリー・ネルソン
声 - 田原アルノ
登場エピソードは『2』の27話・28話で、職業はインターポール捜査官。生前の槇村にアジア地区の麻薬ルートの資料を集めるよう依頼していた。本編では、獠に依頼をする形で「槇村から預かったものを渡して欲しい」と話し、同時に槇村に麻薬の密輸容疑がかかっているとも打ち明ける。これがきっかけで槇村は汚職刑事という疑いがかかるが、実は槇村は顧客の振りをして海外から麻薬を購入し、その資料作成を行っていた。そして亡くなる前に、麻薬ルートに関する詳細なデータを収めたフロッピーディスクを、慰問に訪れていた横浜の孤児院・くるみハウスの院長（声 - 達依久子）に預けていたことが判明する。
実は彼の本当の目的は、かつて槇村を殺害し、獠に叩き潰された「赤いペガサス」の組織拡大であった。自身の立場を悪用して私腹を肥やし、槇村が調べ上げた麻薬ルートのフロッピーディスクを奪って闇に葬ろうとしていたが、獠たちによってすべてを暴かれ本性を現す。終盤では、香からフロッピーディスクを奪うも「赤いペガサス」の新ボス・ギルモア（声 - 広瀬正志）によって道連れにされる形で崖から転落していった。フロッピーディスクは香によって奪い返され、ディスクは冴子に渡されることとなった。本エピソードでは、槇村の麻薬密輸疑惑に香がショックを受ける展開が描かれたが、最終的に潔白であったことが判明して事件解決後は獠と香が二人揃って彼の墓参りへとやって来る。また、槇村がくるみハウスを訪れたのは、彼が自分の死期を悟っていたからではないのかと香は推察していた。
堀越ちえみ（ほりこし ちえみ）
声 - 坂本千夏
香の高校時代の友人で、職業はキャビンアテンダント。登場エピソードは『1』の16話で、同話は最初のアニメオリジナルエピソードで、ゲストヒロインである。男性ファンが多く、親衛隊なるものが結成されている。
ある日、フライトを終えて更衣室へと入り、バッグを開けたところ、見覚えのないケースや金時計が入っていたことから不安になり、あらぬ疑いをかけられてクビになることを懸念し、香に相談する。獠のセクハラに気づかない無防備かつ天然な一面を持つ。
担当声優の坂本は『キャッツ♥アイ』の来生愛役の担当声優であり、本作でのゲストヒロイン役を務めたことで、来生三姉妹役の三人（藤田淑子、戸田恵子、坂本）全員がゲストヒロイン役を担当することとなった。
マリ子（まりこ）
声 - 神代知恵
ちえみと同じく香の高校時代の友人で、香曰く「大親友」。香と再会した時は大学生になっていた。登場エピソードは『1』の46話。同話におけるゲストヒロインである。
犯罪心理学の研究の一環でスリに心を奪われてしまい、登場早々に獠の財布を掏ろうとする。彼女が犯罪者になってしまうことを懸念した香は、更生させるよう獠に依頼をし、獠は彼と旧知の仲である本職のスリ・源さん（声 - 田原アルノ）と組んでスリの現実を見せつけようとするも、かえって逆効果となる。その矢先、彼女が掏ったあるアクセサリーが発端となり、麻薬組織に狙われる羽目になり、事態は海坊主と冴子まで巻き込んだ大騒動にまで発展する。
シルキィクラブの踊り子や、病院の看護師役、ガーラントに助けられた花売りの少女役など、端役で複数のエピソードに出演した神代にとって初のメインゲストヒロイン役である。
ゲルマ/デナイ/サボウ
声 - 田原アルノ（ゲルマ）、玉川砂記子（デナイ）、稲葉実（サボウ）
登場エピソードは『1』の50話と51話で、『1』の最終回として放送された前後編のアニメオリジナルエピソード。生前、槇村が追っていた犯罪組織「ロードスマフィア」子飼いの凄腕殺し屋三兄妹。ロードスマフィアが東京へ進出するうえで障害となる獠と海坊主を始末するため、組織の幹部（声 - 加藤精三）により雇われた。
長兄のゲルマは早撃ちの名手で、愛銃はオートマグ。早撃ちの腕前は獠をも凌ぐほどである。冷静沈着な性格で、かつて獠との一騎打ちに敗れたガーラントの名前も知っており、自らが認めた相手には一対一の勝負を申し込む姿勢の持ち主であるなど、ガーラントと似た一面も持つ。
長女デナイはゲルマの妹でサボウの姉。先端に鋭利な刃物が付いた糸と手裏剣を武器として扱うクールビューティーであり、その美貌は獠を夢中にさせるほど。
次男サボウは散弾銃を武器として扱う。好戦的で粗暴な性格の持ち主であり、何かと暴走しがちな部分をゲルマに注意される。
最初に依頼者を装って海坊主を始末しようとするも、抹殺には失敗し、ロードスマフィアが主催した仮面舞踏会で獠の弱点として香に目を付け、彼女を拉致する。
香が拉致された後、ロードスマフィアの船に乗り込んできた獠と直接対決となり、まずサボウが獠の前に立ちはだかる。暗闇の船内で、蛍光塗料を仕込んだ手榴弾を獠に浴びせ、勝負を優位に進めようとするも、これを逆手に取った獠に額を撃ち抜かれて死亡する。次戦はデナイで、身軽な動きで獠を翻弄し、獠が見せたわずかな隙を突いて宙吊り状態に追い込み、手裏剣で止めを刺そうとするも、獠の常人離れした身体能力で手裏剣を避けられた上、逆に反撃されたことで格闘戦となる。その中でバランスを崩し、寄りかかった手摺が崩れて落下するも獠に救いの手を差し伸べられる。しかし、敢えてこの助けを拒否し、半ば敗北を認めたうえでの自決という形で船底へ落下し死亡する。最後はゲルマで、捕らわれの身となった香が見守る中、一対一の早撃ち対決で勝負する。前述の通り、早撃ちのスピードは獠を凌ぎ、勝負は決したかに思われたが、獠が撃ったコルト・パイソンの弾を当てられてオートマグの弾は粉砕され、驚きのあまり隙を見せたところ、獠に心臓を撃たれて倒れ、満足そうな表情を浮かべて死亡する。
その後、香はゲルマのオートマグを使った獠のワンホールショットで助けられ、一人船内に残った獠も船の爆発で空いた穴から海水が流れ込んだことで脱出に成功する。これによってロードスマフィアの侵攻は阻止され、獠が槇村と交わした「香を守る」という約束も果たされることとなった。なお、幹部はゲルマが倒されたことで獠と香を船内に閉じ込めたまま自爆装置を起動させ、1人脱出してヘリで逃げようとしたが、手下たちを掃討し船外で待ち構えていた海坊主のバズーカにより、ヘリごと撃ち落とされて死亡した。

### テレビスペシャルのゲストキャラクター

#### 『ザ・シークレット・サービス』
新庄安奈（）
声 - 天野由梨
本作のゲストヒロイン。警視庁に新設されたシークレットサービスの一員で、野上冴子の優秀な後輩。年齢は24歳で独身。ブラジャー代わりにサラシを着用している。その正体は、ガイナム共和国の次期大統領候補であるジェームズ・マクガイアの娘。2度目に獠に危機を救われた際には、マクガイアの娘であることが冴子の父である野上警視総監に知られ、任務から外されそうになったが、冴子が身を挺してこれを阻止している。
初対面でありながら自分にセクハラをした獠への最初の印象は「無頼な男」だったが、2度危機を救われたことや交流を通して徐々に心を開き、獠にマクガイアと似ているものを感じ取る。6歳の時に日本人だった母の瑠璃子を亡くし、その死をめぐってマクガイアに複雑な感情を抱いており、中盤でマクガイアに対する憎しみの入り混じった複雑な胸中を打ち明けた際、獠には「君は、心にサラシを巻いている。心のサラシを解けばいい思い出も蘇ってくる」と言われ、この一言が徐々にマクガイアへの思いを変えるきっかけとなる。その翌日、瑠璃子の墓参りに同行した際、マクガイアが瑠璃子を殺したのではないことは頭では解っていたものの、「憎みたくないから、あなたには会いたくなかった」とマクガイアに打ち明ける。
物語終盤、単身ゴンザレスのもとに乗り込んだマクガイアを追う途中で、ゴンザレスの所有する船にマクガイア共々閉じ込められるが、その際に彼の思いを知って和解した。ゴンザレスが瑠璃子の殺害を自白したことでマクガイアへの誤解は解け、事件解決後はマクガイアと普通の父娘として接する一方、冴子に倣って獠を手玉に取るようになる。冴子曰く、「父に反発してがむしゃらにやっていた若い頃の私に似ている」とのこと。それを聞いた獠は「ということは、冴子がもう一人増えるというわけか…」と呟いた。
ジェームズ・マクガイア
声 - 大塚明夫
ガイナム共和国の次期大統領候補。25年前にガイナム共和国へ派遣されてきた日本人ボランティアの新庄瑠璃子と結婚し、娘・新庄安奈を授かった。来日直後の夜、かつての反政府グループ時代の同志だったゴンザレスから「安奈を襲う」という主旨の脅迫を受け、この一件をきっかけとして獠に安奈のボディーガードを依頼。安奈同様、彼もまた獠に自分と同じ匂いを感じ取る。
かつて政府軍に追われて山中を逃げ回っていた際に偶然洞窟でダイヤモンド鉱脈を発見し、その利用をめぐってゴンザレスや彼と同じく同志だったピートと対立。政府軍に気付かれることへの懸念や、ダイヤモンドを国民のために使いたい思いから鉱脈の場所を教えなかったことで、瑠璃子がゴンザレスに射殺されるという悲劇へつながる。その後、安奈を日本へ送り出した後は隠れ家に潜伏していたところを政府軍に逮捕され、16年間を獄中で過ごした。釈放後は民主化運動の中心的人物となり、大統領選挙に立候補する。懐にはボロボロの小さな人形を忍ばせているが、これはかつて瑠璃子が安奈のために作ってあげるも、安奈がまだ幼かった頃に紛失したものである。釈放後に探し出して以来、この人形を家族の思い出かつ生きる糧として常に持ち歩いている。
物語の終盤、秘書のローザがゴンザレスの一味に拉致された際には、彼女がゴンザレスのスパイであることを知ってもまだ愛国者であることを信じて救出に向かうが、ゴンザレスの襲撃により致命傷を負ったローザの最期を安奈と共に看取ることとなってしまい、肩を落とす。
事件解決後はガイナムへ帰国して大統領選挙で圧倒的な勝利を収め、大統領就任式で民主化の決意を改めて強調した。また、大統領就任と同時にダイヤモンド鉱脈が発見されたことを発表し、これといった産業のないガイナムの重要な資源となると宣言した。
新庄瑠璃子（）
ジェームズ・マクガイアの妻であり、新庄安奈の母。純粋で正義感に溢れた優しい女性。25年前に看護婦として国際医療ボランティアの一員としてガイナム共和国に派遣されたが、国の方針に矛盾を感じてマクガイア率いる反政府グループに身を投じた後、彼と結婚して安奈を出産する。しかし、18年前にマクガイアがゴンザレスやピートと活動方針の違いで対立した際には、興奮したゴンザレスとピートが銃を抜いたため、マクガイアを庇ってゴンザレスの撃った弾を被弾し命を落とす。この出来事は、安奈の心に深い傷を残し、父であるマクガイアへの長年のわだかまりを抱かせることとなった。なお、マクガイアが中盤で彼女の墓参りに訪れた際、墓石に生年は1946年、没年は1977年である旨が記されている。
ローザ・マルチネス
声 - 戸田恵子
ジェームズ・マクガイアの秘書。マクガイアとは反政府運動時代からの仲間で、反政府グループの活動家だった。格闘術を自然と身につけており、その腕前は言い寄ってきた獠を素手で軽くあしらうほどである。
死亡した同志であるピートには特別な感情を抱いており、彼の死因がマクガイアによる殺害と誤解して18年間憎んでいたことから、ゴンザレスのスパイとなっていた。しかし、物語終盤には彼の船に閉じ込めれていたマクガイアと安奈を救出し、ゴンザレスに反旗を翻す。その際、かつてピートを殺害したことをゴンザレスが自白したことにより、これまでの行いを激しく後悔する。獠と海坊主により組織を壊滅させられたことで、ヘリコプターで逃亡を図ったゴンザレスと日影を安奈と共に追うも、安奈を庇って腹部を撃たれて致命傷を負ってしまう。死の間際、マクガイアにガイナムを裏切ってしまったことを謝罪し、獠には「こんな私でもいいの？」と告げて、彼の「もちろんだとも、喜んで…」という言葉を聞くと、笑みを浮かべながら「ありがとう…」と呟いて息を引き取る。マクガイアも安奈も彼女の死を深く悲しみ、それを目の当たりにした獠は、2人の思いを汲む形で怒りの形相を見せ、ゴンザレスを討った。
ゴンザレス
声 - 麦人
本作のメインヴィランにして、全ての元凶ともいえる人物。ガイナム共和国の麻薬組織のボスとして暗躍している人物。かつてはマクガイアやピートと共に反政府グループの同志の一人として活動していた。18年前、マクガイアがダイヤモンドの鉱脈を発見した際には、ピートと共にすぐにでも掘り出して反政府活動の資金にすべきだと主張したが、マクガイアが反対したことから彼の妻である瑠璃子を巻き込んでの銃撃戦で彼女を殺害する。逃走中には負傷していたピートを分け前を増やす目論見から殺害すると、鉱脈の場所を知るためにもマクガイアを死なせないよう、政府軍に彼の隠れ家だった小屋の場所を通報して捕縛させている。
現在は鉱脈の場所を知るため、来日したマクガイアに安奈を狙うことを告げて脅迫すると、麻薬密輸を企てた日本の竜神会の日影（ひかげ / 声 - 市川治）と手を組み、日本の優秀な掘削機を要求していた。
物語終盤には自分の船へローザを拉致したうえでマクガイアと安奈も拉致するが、乗り込んできた海坊主と獠によって部下たちを全滅させられる。この時にマクガイアは「瑠璃子を殺したのはゴンザレスだ」ということを安奈の前で口にしたため、安奈の追跡を受ける。ヘリコプターで日影と共に逃亡する際に追ってきた安奈を庇ったローザをヘリの機銃で射殺したために、獠を激怒させる。日影に逃げるよう説得されるも、獠もマクガイアも安奈も自らの手で殺そうとするなど、完全に自暴自棄となり、最後は怒りを露わにした獠のマグナムの一撃によってヘリのエンジンルームを撃ち抜かれ、そのまま爆破して墜落、日影と共に死亡した。
ダンケルク
声 - 中多和宏
ゴンザレスに雇われた売り出し中の殺し屋。かつて、同じく傭兵である海坊主の部下たちを裏切って死なせたことから、海坊主には現在でも恨まれている。手段や客を選ばない人物で、金に興味がないうえに仕事にも執着していない。目的はあくまでも自分の名前を売ることにあり、裏の世界No.1の座を狙っている。
マクガイアが東京の自治と文化のシンボルである新都庁舎を視察していた際に安奈を狙撃しようとするが、獠の機転によって失敗に終わり、彼に興味を持つ。物語終盤でゴンザレスの船へ乗り込んできた獠と海坊主を迎え撃って海坊主に決闘を挑む。しかし、銃撃戦から肉弾戦を経て次第に追い詰められ、海坊主のジャーマン・スープレックスにより頚椎をへし折られ死亡した。
SP班班長
声 - KONTA
マクガイアの警護に当たるシークレットサービスの班長で、本名は不明。劇中ではサングラスをかけているため素顔は最後まで明かされない。
冷静沈着な人物で、安奈を優秀な部下と評しているが、マクガイアが獠に警護の依頼をしたことを知って、自分たちは信頼されていないのではないかと感情的になる安奈に「冷静になれ。我々の仕事はマクガイア候補をガードすることだ」と説く。マクガイアが獠に依頼をした目的が自分の警護だったと知ってさらに感情的になった安奈が、視察先の病院へ向かう車の中でマクガイアのしていることを「点数稼ぎ」と言い放った際は、彼女を厳しく一喝した。
後半、瑠璃子の墓参りの場面では彼も安奈がマクガイアの娘であることを知り、獠に安奈を守ってほしいと頼む。
源さん（）
声 - 田口昂（SP1,SP2)／矢尾一樹(SPE)
表向きはレンタルビデオ店主で、獠は彼の店でアダルトビデオをよく借りているが、実は裏社会の情報屋であり、ダンケルクやゴンザレスについての情報にも精通している。『SP2』でも同じくレンタルビデオ店主として登場しており、獠に頼まれて世界的テロリスト「プロフェッサー」についての情報を収集する。また、獠にアダルトビデオを大量に持ち出すのはやめるよう釘を刺している。
「SPE」では、新宿ゴールデン街にある居酒屋店主として登場。

#### 『グッド・バイ・マイ・スイート・ハート』
真風笑美（）
声 - 岩男潤子
本作のゲストヒロインで、新宿歌劇団の花形男役スター。5歳の時に実の両親を亡くし、養護施設から武藤家に引き取られ、大切に育てられる。
ある日、13年前に消息を絶った義兄・武藤武明との思い出の花である黒いバラの花束が届けられ、獠に「兄を捜して欲しい」と依頼するが、その日の夕方に寮の部屋で何者かに狙撃される。壁にめり込んでいた銃弾を調べた結果、弾は「ブラックタロン弾」と呼ばれるホローポイント弾で、冴子たちが追っていた世界的テロリスト「プロフェッサー」の持ち物と判明する。
さらに数日後、黒いバラの花束と「夜10時に遊園地で待つ」と記された手紙が届けられたため、獠と共に向かい、待ち合わせ場所の遊園地で武藤と13年ぶりに再会するが、彼が「プロフェッサー」であることを知って大きなショックを受ける。
中盤では獠に対して、自分はずっと周囲を騙しており、養護施設にいた頃から大人の顔色を伺うのがうまい子供だったと話す。その理由については、「明るく振舞った方が可愛がってもらえるのがわかっていたから」とも打ち明け、武藤家の義父母に優しくされるたびに辛かったとも話す。武藤との永遠の別れが来ることを覚悟のうえで、獠に武藤を止めてほしいと頼み、自身が一日車掌を務める山手線新型車両お披露目イベントに武藤が仕掛けた「死のゲーム」を経て、獠との直接対決に敗れ死を待つのみとなった武藤の最期を涙ながらに看取る。自分の命が危機に晒されている中でも、自分を守るために奮闘する香を決して見捨てず、自分の依頼によって武藤がどうなるかを最後まで見届けるなど、芯はしっかりとしている。
海坊主は彼女のファンであり、夜の公園でのどんちゃん騒ぎが行われたエピローグでは、オカマバーのママ・エリカに促されて海坊主にファンサービスを行うが、海坊主は手を触れられただけで赤面した上、接近して彼女の胸が当たった途端に気絶して倒れてしまったため、エリカには「これじゃ使い物にならないわ」と評されていた。
武藤武明（）
声 - 山寺宏一
笑美の義兄にして、本作のメインヴィランである世界的テロリスト「プロフェッサー」。16歳の時にハーバード大学の学位を取得したほどに頭脳明晰な人物であったが、人並外れた天才ゆえか笑美や両親にさえ心を開くことはなく、18歳になった夜にパソコンに「Goodbye my ……」と打ち込んだ後、突然消息を絶つ。その後はヨーロッパの外人部隊（第2パラシュート連隊）所属のエリート兵となり、湾岸戦争の最前線に回されていた。この時、偵察任務中に仲間の隊員と共に敵地で孤立し、その挙げ句味方であるはずの多国籍軍から砲弾の攻撃を受けてしまうが、その状況からも生き延びて、砲撃による攻撃命令を出した上官を殺害後に行方を眩ます。この一件の後に「プロフェッサー」として、10数件の暗殺の他、ヨーロッパ経済界の大物の誘拐、スイス国際銀行の現金輸送車の強奪など、数多くの犯罪に手を染める。また、劇中での本人の発言や上記の経歴から、主にヨーロッパの裏社会を拠点に暗躍していたことが示唆されているほか、自身の過去を消すことに躍起になっており、劇中では自分に関係するものを徹底的に消し去る。
「プロフェッサー」としての彼は、目的のために手段は選ばず、仲間はおろか無関係な市民の殺害に一切の躊躇を見せない上、血の繋がりはないとはいえ妹である笑美を殺すことさえも躊躇わない冷酷非情な人物である。明晰な頭脳に加えて重火器の扱いや接近戦にも長けており、接近戦に関しては龍岡を一瞬でねじ伏せられるほど。また、銃の腕前も標的を正確に狙撃し、終盤では獠とも互角に張り合うほどの実力を持つ。獠の事は「伝説の勇者にして裏社会No.1」と評し、終盤に対峙した際は「（戦いの中でしか生きていることを実感できない点で）自分と同類」と呼ぶなどのある種のシンパシーを感じているとも取れる描写がある。
笑美が獠に自分を捜す依頼を行った事を知ったと同時に、東京全土を標的に「死のゲーム」を始め、命のやり取りを楽しむかのようにテロを実行した。数々のミッションを獠に課し、山手線での決戦まで優勢を保ってきたが、最後の一騎討ちで獠に胸を撃ち貫かれて致命傷を負う。絶命の寸前に「命の尊さ」を感じ、獠に撃たれた際に落とした薔薇の花を拾う笑美に「もう（この薔薇は）必要ない…。俺にとって宝物はお前の笑顔だった…。もう一度、笑顔を見せてくれ…」と告げるとともに、獠には感謝を告げ、笑顔を浮かべ静かに息を引き取った。愛銃はグロック17で獠や山内、海坊主らへの狙撃シーンではH&K PSG1を使用していた。
山寺はアニメ版におけるモブ役のレギュラー声優で、作中では獠に倒される役を何度も演じており、本作の武藤もその一人であるが、武藤は獠が倒した人物の中でも、射撃や格闘などの戦闘スキルや頭脳面において特に手強い人物に位置している。
山内悟（）
声 - 飛田展男
爆弾作りが趣味のマッドボンバー。仕掛け爆弾に関しては世界でも指折りであり、その技術を見込まれ武藤にスカウトされる。最終的に獠に拉致される形で爆弾を仕掛けた電車に無理やり乗せられ爆弾の解除をさせられるも、武藤に額を撃ち抜かれ死亡する。
龍岡浩一（）
声 - 西凛太朗
銀行強盗で4人を殺害し、逮捕に来た警官5人を殺害した巨漢。銀行強盗や殺人の罪で服役していた凶悪犯。筋骨隆々の大男であり、素手で車を動かせるほどの怪力の持ち主。爆弾作りの山内とともに、武藤にスカウトされる。その際に護送車に警官たちを閉じ込めて崖に落下させて殺している。上記の怪力の他にヘリの操縦や電車と並走しているヘリのローターを正確に狙撃するほどの狙撃能力の持ち主。武藤とは初対面時にねじ伏せられて以来、彼の命令に対して忠実であるが、終盤に命の危険があるにもかかわらず獠との対決を望む武藤に対して「狂ってるよあんた、危険を弄んでやがる」と評した。最期は武藤が倒れたことに激昂し、ヘリから獠を狙撃しようとするも、海坊主の銃撃によって操縦不能となったヘリと共に墜落して死亡する。皮肉にも「逃げ場のない乗り物の中で爆死する」という、警官たちを殺した行いが返ってくる結果となった。狙撃の際にはSIG SG550を使用。
エリカ
声 - 安部譲二（特別出演）
新宿のオカマバー「ERIKA」のママ、獠のことがお気に入りである。新宿が壊滅の危機に瀕している時も源さんと共に残り、「私は獠ちゃんを信じてる。死ぬのなら獠ちゃんと一緒よ」とまで口にするなど、スイーパーとしての獠を心から信頼している。TVスペシャルの次作にも担当声優を変えて（声 - 野島昭生）登場。また、映画「SPE」にも瓜二つの人物がゴールデン街の場面で登場している。

#### 『緊急生中継!? 凶悪犯冴羽獠の最期』
サユリ・クラウディア/朝霧さやか（）
声 - 高山みなみ
衛星放送メガシティTVの人気女性アナウンサー。人気の高さからファンから「さやぴー」と呼ばれている。
しかしながら彼女の正体は、ジャック・ダグラスの恋人で、元傭兵のサユリ・クラウディア。ジャックが獠との決着をつけるために手伝いとして顔を整形し、ジャックに狙われている自身のボディーガードというニセの依頼を頼んだ。獠の写真入のペンダントを着用していて、それが過去の因縁を巡るキーアイテムとなる。
10年前、獠とジャックが決闘を行った際に身を挺してジャックを庇い、その際に獠に撃たれたことから、ずっと獠を恨んでいた。しかし、香の「獠は女を撃ったりはしない。私は獠のパートナーだからわかる」という言葉から、獠は自分を殺すためではなく、ペンダントを狙って撃ったということに気付く。10年前と同じく、獠とジャックの決闘を止めようとするが、その際にジャックに撃たれて致命傷を負う。最期は、獠への感謝を伝え、彼の腕の中で息を引き取る。獠の10年前の行動の真意に気付かなかったために恨んでいた一方で、本当は獠のことを愛していた。また、獠は彼女がサユリであることを最初から見抜いていた。
ちなみに、拉致され監禁された本物の朝霧さやかはTVで見る表情とは違って相当軽いキャラクターであった。
ジャック・ダグラス
声 - 高田裕司
メガシティTVの社長で、その正体はジャック・ナイフと呼ばれた元傭兵。獠のかつてのライバルであり、サユリを巡る恋のライバルでもあった。愛銃は獠と同じくコルト・パイソンの4インチモデル。
10年前に裏社会ナンバーワンの座を巡って獠と決闘になるも、サユリが身を挺して彼を庇い、彼女が獠に撃たれるという結末を迎えたことから、決着はつかないままとなり、獠との決闘を断念した後に傭兵を引退する。傭兵引退後はメガシティTVの社長を名乗り、富も名声もサユリという恋人も手に入れたが、裏社会ナンバーワンの称号だけは手に入れることができず、しかも彼自身は心臓病で余命いくばくもない身となる。改めて獠との決着をつけるため、その下準備として獠を大量殺人を行った凶悪犯に仕立てる計画を立て、これを実行する。自身の右腕であるマッド・ドッグが獠に倒されたことで、ついに獠との直接対決となるが、過去の本心を知って決闘を止めようとしたサユリを撃って致命傷を負わせてしまい、その隙をついた獠に心臓を撃たれる。結果として、宿敵であった獠に敗れただけでなく、恋人を自らの手で撃ち殺すという皮肉な結末と共に死亡する。
決闘の勝敗に関係なく局を爆破して幕引きを図ることを最初から計画しており、死亡した後に自爆装置を起動させ、獠と香を道連れにしようとするなど執念深さを見せつけたが、2人を道連れにすることは叶わず、後日獠と香は入院生活を送っていることがエンディングで判明した。
マッド・ドッグ
声 - 森川智之
ジャック・ダグラスの部下で、小説版ではマッドドッグと表記される。本名はケン・ベルナルド・バルバロスで、サユリの弟であることも小説版で明かされている。
暴力的な性格の持ち主で、高い戦闘能力を持つ。ストーリー冒頭、東京駅で待ち合わせしていたメガシティTVの幹部を新幹線のトイレで殺害するなど、汚れ仕事全般を引き受ける。中盤では獠の潔白を訴えるためにメガシティTVに乗り込んだ香に睡眠薬を嗅がせて監禁する。その後、香がメガシティTVに向かったことを知って単身で乗り込んだ獠を殺し屋集団と共に襲撃するが、獠がスプリンクラーを利用して感電させたことにより殺し屋集団は全滅させられる。それでも彼自身は生き延びマシンガンで応戦するが、獠に眉間を撃ち抜かれて死亡した。

### 放送時期
シティーハンター
1987年4月6日から1988年3月28日の月曜19:00 - 19:30に読売テレビ発・日本テレビ系列にて放送。
シティーハンター2
1988年4月2日から1989年7月1日の土曜18:00 - 18:30に読売テレビにて放送。
上記2作はローカルセールス枠での放送だったため、系列局のほとんどが遅れネットであった。
シティーハンター3
1989年10月15日から1990年1月21日の日曜19:00 - 19:30に読売テレビ発・日本テレビ系列にて放送。
シティーハンター'91
1991年4月28日から同年10月10日の日曜19:00 - 19:30に読売テレビ発・日本テレビ系列にて放送。ただし、この時間帯での放送は9月22日（第10話）までで、第11話 - 第13話は10月10日木曜16:00 - 17:30にスペシャルで放送（関東地区）。
シティーハンター ザ・シークレット・サービス
1996年1月5日に日本テレビ系列（『金曜ロードショー』）にて放送。
シティーハンター グッド・バイ・マイ・スイート・ハート
1997年4月25日に日本テレビ系列にて放送。
シティーハンター 緊急生中継!? 凶悪犯冴羽獠の最期
1999年4月23日に日本テレビ系にて放送。

### スタッフ
- 原作 - 北条司（週刊少年ジャンプ連載）
- 監督 - こだま兼嗣 (1,2,3,SP1) / 江上潔('91) / やまざきかずお (SP2) / 奥脇雅晴 (SP3)
- 企画 - 諏訪道彦、杉本昌信(SP1)、位寄雅雄(SP2)（よみうりテレビ）/ 山下洋(SP3)（日本テレビ）/ 植田益朗(SP1,SP2)、指田英司(SP3)（サンライズ）
- キャラクターデザイン - 神村幸子 (1,2,3,SP1,SP2) / 神志那弘志 ('91) / さとうけいいち (SP2,SP3)
- メカニカルデザイン - 明貴美加 (1,2) / 小原渉平(3) / 山内則康('91) / ヲギミツム(SP1,SP2) / 宮沢努(SP3)
- 総作画監督 - 北原健雄 (1,2,3,'91,SP1) / さとうけいいち (SP2) / 佐久間信一 (SP3)
- 美術監督 - 宮前光春(1,2,3,SP2) / 東潤一(1,2,3,'91,SP1) / 田原優子('91) / 菅原清二(SP3)
- 色彩設計 - 歌川律子 / 中山しほ子(3) / 新垣純子('91) / 平岡れい子(SP1) / 村上智美(SP2)（エムアイ）/ 加瀬結起(SP3)
- 撮影監督 - 古林一太(1,2) / 伊藤修一(3) / 長谷川洋一('91,SP1) / 桶田一展(SP2) / 平田隆文(SP3)
- 3DCGスーパーバイザー - 小畑正好
- 編集 - 三田沙弥佳(JAY FILM) / 鶴渕友彰(1,2,3,91,SP1,SP2,SP3)[18] / 片石文栄('91)
- 音楽 - 矢野立美（1：第6話 - ） / 国吉良一（1：クレジットは第26話まで） / 大谷幸（2,3：クレジット表記無し） /　西田マサラ(SP2)
- 音響監督 - 浦上靖夫 / 小林克良 (3,'91)
- 音響効果 - 松田昭彦（フィズサウンドクリエイション）
- 録音調整 - 大城久典
- 録音助手 - 田口信孝
- 録音スタジオ - APUスタジオ
- 録音制作デスク - 佐々木愛
- 録音制作 - オーディオ・プランニング・ユー
- 制作デスク - 望月真人、南雅彦、池部茂
- 設定 - 山本之文 (1)、
- 設定制作 - 秋山浩之 (1,2) / 稲荷昭彦(SP1) / 相田和彦 (SP2,SP3)
- 制作助手 - 田中久美
- 企画担当 - 佐々木新
- プロデューサー - 諏訪道彦（読売テレビ） / 中谷敏夫(SP3)、山下洋(SP3)（日本テレビ）/ 植田益朗(1 - '91)、望月真人('91)、指田英司(SP1,SP2)、赤崎義人(SP3)（サンライズ）
- エグゼクティブプロデューサー - 西野正夫（読売テレビ）
- 製作 - 読売テレビ・SUNRISE / 日本テレビ (SP3)

### 主題歌
全シリーズとも一貫してEPICソニー、CBSソニーに所属していたアーティストのみでタイアップされていた。ヒットした楽曲も多い。
シティーハンター
オープニングテーマ
「City Hunter〜愛よ消えないで〜」（第1話 - 第26話）
作詞 - 麻生圭子 / 作曲 - 大内義昭 / 編曲 - 戸塚修 / 歌 - 小比類巻かほる
オープニングアニメーション：絵コンテ・演出 - 青木悠三、作画監督 - 北原健雄、原画 - いのまたむつみ、直井正博 他
「ゴーゴーヘブン」（第27話 - 第51話）
作詞 - 銀色夏生 / 作曲 - 大沢誉志幸 / 編曲 - 安部隆雄 / 歌 - 大沢誉志幸
第26話、第27話、第29話、第34話、第35話、第39話、第41話、第43話、第45話、第49話では挿入歌として用いられている。

エンディングテーマ
「Get Wild」(全話)
作詞 - 小室みつ子 / 作曲・編曲 - 小室哲哉 / 歌 - TM NETWORK
エンディングアニメーション：青木悠三
その後、2010年にglobeが『15YEARS -BEST HIT SELECTION-』にてカバーした。同アルバムのジャケットデザインを、原作者の北条が手掛けている。

挿入歌
「COOL CITY」（第1話、第22話）
作詞・作曲・編曲 - 国吉良一 / 歌 - The City Crackers
「GIVE ME YOUR LOVE TONIGHT」（第1話、第2話）
作詞 - Linda Hennrick / 作曲・編曲 - 国吉良一 / 歌 - 鈴木聖美
「BLUE AIR MESSAGE」（第5話、第21話）
作詞 - 江藤孝子 / 作曲 - 大内義昭 / 編曲 - 国吉良一 / 歌 - 大内義昭
「MR. PRIVATE EYE」（第7話、第9話）
作詞 - Linda Hennrick / 作曲・編曲 - 国吉良一 / 歌 - 大滝裕子
「WHAT'S GOIN' ON」（第14話）
作詞 - 小比類巻かほる / 作曲 - 大内義昭 / 編曲 - 戸塚修 / 歌 - 小比類巻かほる
オープニングテーマ「City Hunter〜愛よ消えないで〜」のカップリング曲。
「FOOTSTEPS」（第25話、第27話 - 第32話、第36話 - 第40話、第42話、第45話 - 第48話、第50話）
作詞 - Linda Hennrick / 作曲・編曲 - 矢野立美 / 歌 - 北代桃子
「WANT YOUR LOVE」（第25話、第26話、第30話 - 第33話、第35話、第37話、第40話、第44話、第51話）
作詞 - 北代桃子 / 作曲・編曲 - 矢野立美 / 歌 - 北代桃子
第37話ではイントロのみが流される。
「NEVER GO AWAY」（第26話、第30話、第32話、第35話、第39話、第44話、第50話）
作詞 - 北代桃子 / 作曲・編曲 - 矢野立美 / 歌 - 北代桃子
第44話ではサントラ未収録の日本語バージョンが流される。
「砂のCASTLEのカサノヴァ」（第30話、第36話、第39話、第42話、第46話）
作詞 - 只野菜摘 / 作曲・編曲 - 矢野立美 / 歌 - 北代桃子
「終りのない傾き」（未使用）
作詞 - 銀色夏生 / 作曲 - 大沢誉志幸 / 編曲 - 安部隆雄 / 歌 - 大沢誉志幸
オープニングテーマ「ゴーゴーヘブン」のカップリング曲で今作のサントラ収録曲だが、今作では挿入歌として使用されていない。
「Fighting (君のファイティング)」（未使用）
作詞 - 小室みつ子 / 作曲・編曲 - 小室哲哉 / 歌 - TM NETWORK
エンディングテーマ「Get Wild」のカップリング曲でジャケットに「同アニメ挿入歌」と表記されているが、実際は挿入歌として使用されていない。サントラ未収録。
この他、第37話、第38話、第49話ではサントラ未収録の演歌調の曲が挿入歌として流されている。

シティーハンター2
オープニングテーマ
「Angel Night〜天使のいる場所〜」（第1話 - 第26話）
作詞 - 松尾由紀夫 / 作曲・編曲 - 松浦雅也 / 歌 - PSY・S
第17話では挿入歌として用いられている。
「SARA」（第27話 - 第63話）
作詞・編曲 - FENCE OF DEFENSE / 作曲 - 西村麻聡 / 歌 - FENCE OF DEFENSE
放送時タイトルは「セイラ」。

エンディングテーマ
「Super Girl -CITY HUNTER 2-」（第1話 - 第37話）
作詞・作曲 - 岡村靖幸 / 編曲 - 清水信之 / 歌 - 岡村靖幸
「STILL LOVE HER (失われた風景)」（第38話 - 第63話）
作詞・編曲 - 小室哲哉 / 作曲 - 小室哲哉・木根尚登 / 歌 - TM NETWORK
エンディングアニメーション：高橋久美子
エンディングアニメーションには、実写の背景が使用されている。
テレビシリーズのテーマ曲では唯一、歌詞のテロップ表示がない。

挿入歌
「砂のCASTLEのカサノヴァ」（第1話）
作詞 - 只野菜摘 / 作曲・編曲 - 矢野立美 / 歌 - 北代桃子
「EARTH〜木の上の方舟〜」（第2話 - 第4話、第6話、第7話、第11話、第20話、第25話、第44話、第50話、第51話）
作詞 - 松尾由紀夫 / 作曲・編曲 - 松浦雅也 / 歌 - PSY・S
「FOOTSTEPS」（第2話、第6話、第8話、第11話 - 第13話、第16話 - 第19話、第23話、第24話、第28話 - 第30話、第33話、第48話、第51話）
作詞 - Linda Hennrick / 作曲・編曲 - 矢野立美 / 歌 - 北代桃子
「ゴーゴーヘブン」（第3話、第22話）
作詞 - 銀色夏生 / 作曲 - 大沢誉志幸 / 編曲 - 安部隆雄 / 歌 - 大沢誉志幸
「WANT YOUR LOVE」（第5話、第18話、第19話、第26話、第36話、第48話）
作詞 - 北代桃子 / 作曲・編曲 - 矢野立美 / 歌 - 北代桃子
第26話ではイントロのみが流される。
「CITY HEAT」（第8話、第10話、第12話、第19話、第29話、第51話、第56話、第57話）
作詞 - 北代桃子 / 作曲 - 小倉良 / 編曲 - 大谷幸 / 歌 - 小倉良
「NO NO NO」（第8話、第10話 - 第12話、第14話、第15話、第17話、第19話、第21話、第40話）
作詞 - 乃未紫煙 / 作曲 - 小倉良 / 編曲 - 大谷幸 / 歌 - 小倉良
「YOUR SECRETS」（第9話、第13話、第17話、第19話、第25話、第51話）
作詞 - 北代桃子 / 作曲・編曲 - 矢野立美 / 歌 - 北代桃子
「LONELY LULLABY」（第10話、第18話、第21話、第40話、第46話、第50話、第55話、第57話、第59話、第61話）
作詞 - 島エリナ / 作曲・編曲 - 矢野立美 / 歌 - 神谷明
「CHANCE」（第23話、第47話、第50話）
作詞 - 遠藤明範 / 作曲・編曲 - 矢野立美 / 歌 - 神谷明
「BLUE AIR MESSAGE」（第27話、第28話）
作詞 - 江藤孝子 / 作曲 - 大内義昭 / 編曲 - 国吉良一 / 歌 - 大内義昭
槇村の好きだった曲として流れる。劇中での曲名は「Day Dream」。
「FOOTSTEPS」（第28話）
作詞 - Linda Hennrick / 作曲・編曲 - 矢野立美 / 歌 - 北代桃子
「WITHOUT YOU」（第31話、第34話、第35話、第37話、第41話、第42話、第44話 - 第46話、第49話、第51話 - 第54話、第60話、第63話）
作詞 - Linda Hennrick / 作曲 - 小倉良 / 編曲 - 大谷幸 / 歌 - Jennifer Cihi
「SNOW LIGHT SHOWER」（第32話 - 第34話、第38話、第41話、第46話、第53話、第55話）
作詞 - 暮湖遊 / 作曲・編曲 - 矢野立美 / 歌 - 伊倉一恵
「終りのない傾き」（第32話、第42話）
作詞 - 銀色夏生 / 作曲 - 大沢誉志幸 / 編曲 - 安部隆雄 / 歌 - 大沢誉志幸
「ESCAPE」（第35話 - 第38話、第43話 - 第45話、第57話、第62話、第63話）
作詞 - 只野菜摘 / 作曲・編曲 - 矢野立美 / 歌 - 北代桃子
第57話ではイントロのみが流される。
サントラのカセット版には収録されていない。
「街中 sophisticate」（第40話、第61話）
作詞 - 乃未紫煙 / 作曲・編曲 - 矢野立美 / 歌 - 神谷明・伊倉一恵
「GIMME SHOCK」（第42話）
作詞 - 暮湖遊 / 作曲・編曲 - 矢野立美 / 歌 - 神谷明
「Get Wild」（第50話）
作詞 - 小室みつ子 / 作曲・編曲 - 小室哲哉 / 歌 - TM NETWORK
「PARTY DOWN」（第56話、第57話）
作詞 - 北代桃子 / 作曲 - 小倉良 / 編曲 - 大谷幸 / 歌 - 北代桃子
「NAME OF THE GAME」（未使用）
作詞 - Linda Hennrick / 作曲 - 小倉良 / 編曲 - 大谷幸 / 歌 - Jennifer Cihi
今作のサントラ収録曲であるが、挿入歌として使用されていない。
この他、第45話では『1』でも使用されたサントラ未収録の演歌調の曲が挿入歌として流されている。

シティーハンター3
オープニングテーマ
「RUNNING TO HORIZON」
作詞 - 小室みつ子 / 作曲・編曲 - 小室哲哉 / 歌 - 小室哲哉
オープニングアニメーション：絵コンテ - 森本晃司、演出 - 今西隆志、作画監督 - 北原健雄、原画 - 森本晃司、沖浦啓之、大平晋也

エンディングテーマ
「熱くなれたら」
作詞 - 竹花いち子 / 作曲 - 千沢仁 / 編曲 - 国吉良一 / 歌 - 鈴木聖美
エンディングアニメーション：神村幸子

挿入歌
「ゴーゴーヘブン」（第1話、第4話）
作詞 - 銀色夏生 / 作曲 - 大沢誉志幸 / 編曲 - 安部隆雄 / 歌 - 大沢誉志幸
「MAKE UP TONIGHT」（第1話）
作詞 - 浅田有理 / 作曲 - 東郷昌和 / 編曲 - 大谷幸 / 歌 - 河合夕子
今作のサントラ未収録で「ドラマティックマスターII」で初めてサントラ収録。
「FOREVER IN MY HEART」（第1話、第2話、第5話）
作詞 - Kirsten Steinhauer / 作曲・編曲 - 矢野立美 / 歌 - Kirsten Steinhauer
「砂のCASTLEのカサノヴァ」（第1話）
作詞 - 只野菜摘 / 作曲・編曲 - 矢野立美 / 歌 - 北代桃子
「MR. PRIVATE EYE」（第2話）
作詞 - Linda Hennrick / 作曲・編曲 - 国吉良一 / 歌 - 大滝裕子
「シャイにSexy」（第3話、第9話）
作詞・作曲 - 西薗まり / 編曲 - 平井光一 / 歌 - 西薗まり
「LONELY LULLABY」（第3話）
作詞 - 島エリナ / 作曲・編曲 - 矢野立美 / 歌 - 神谷明
「MIDNIGHT RAIN」（第4話、第6話、第8話、第13話）
作詞 - 北代桃子、Jaye Jaye / 作曲 - 吉村勇 / 編曲 - 吉村勇、富山光宏 / 歌 - ANIMA
「HOLD ME TIGHT」（第4話、第7話、第8話）
作詞 - Jaye Jaye、R.Keady / 作曲・編曲 - 田代隆廣 / 歌 - Red Monster
今作のサントラ未収録で「ドラマティックマスターII」で初めてサントラ収録。
「A LOVE NO ONE CAN CHANGE」（第5話）
作詞 - 遠藤明範、北代桃子 / 作曲・編曲 - 矢野立美 / 歌 - 神谷明・伊倉一恵
寸劇から始まり、そのまま楽曲へとつながってゆく構成。
「GIVE ME YOUR LOVE TONIGHT」（第7話）
作詞 - Linda Hennrick / 作曲・編曲 - 国吉良一 / 歌 - 鈴木聖美
「THE PRESSURE」（第8話、第12話）
作詞 - 乃未紫煙 / 作曲 - 吉村勇 / 編曲 - 吉村勇、富山光宏 / 歌 - ANIMA
「Get Wild」（第13話）
作詞 - 小室みつ子 / 作曲・編曲 - 小室哲哉 / 歌 - TM NETWORK
「JUST LIKE MAGIC」（未使用）
作詞 - Jaye Jaye / 作曲 - 中崎英也 / 編曲 - 福田裕彦 / 歌 - Red Monster
「CANDY」（未使用）
作詞 - 久宝留理子、尾上文 / 作曲 - 久宝留理子 / 編曲 - 柴山和彦 / 歌 - 久宝留理子
上記2曲は今作のサントラ収録曲であるが、ともに挿入歌として使用されていない。
この他、第12話ではサントラ未収録の曲が挿入歌として流されている。

シティーハンター'91
オープニングテーマ
「DOWN TOWN GAME」
作詞 - 松井五郎 / 作曲 - 崩場将夫 / 編曲 - 清水信之 / 歌 - GWINKO
第1話、第5話では挿入歌として用いられている。

エンディングテーマ
「SMILE & SMILE」
作詞 - REDS / 作曲 - 龍巻のPIE / 編曲 - AURA & 佐藤宣彦 / 歌 - AURA
エンディングアニメーション：青木悠三

挿入歌
「砂のCASTLEのカサノヴァ」（第1話）
作詞 - 只野菜摘 / 作曲・編曲 - 矢野立美 / 歌 - 北代桃子
「You never know my heart」（第3話）
作詞 - 山下素公 / 作曲 - 新保達矢 / 編曲 - 新保達矢、高橋学 / 歌 - 橘真由美
「BY YOUR SIDE」（第3話、第10話）
作詞 - 菅野こうめい / 作曲 - Barry Keating / 編曲 - 清水信之 / 歌 - GWINKO
オープニングテーマ「DOWN TOWN GAME」のカップリング曲でサントラ未収録曲。
「Hold Me Slowly」（第3話、第6話、第9話）
作詞・作曲・編曲 - Hiromi Ito / 歌 - 野口郁子＆伊藤洋
「お願いKISS ME AGAIN」（第4話）
作詞 - 島田奈央子 / 作曲 - 杉山洋介 / 編曲 - 寺田創一 / 歌 - NAOKO
「FOREVER IN MY HEART」（第10話、第13話）
作詞 - Kirsten Steinhauer / 作曲・編曲 - 矢野立美 / 歌 - Kirsten Steinhauer
「HOLD ME TIGHT」（第11話）
作詞 - Jaye Jaye、R.Keady / 作曲・編曲 - 田代隆廣 / 歌 - Red Monster
「may be rich」（未使用）
作詞・作曲 - 近藤“KONTA”敦 / 編曲 - Achilles C'Damigos / 歌 - KONTA
「Sometimes, Get My Love」（未使用）
作詞 - 池上久 / 作曲 - 宍倉州吾 / 編曲 - JETZT / 歌 - JETZT
上記2曲は今作のサントラ収録曲であるが、ともに挿入歌として使用されていない。

ザ・シークレット・サービス
オープニングテーマ「otherwise」
作詞・作曲 - KONTA / 編曲 - 山口英次 / 歌 - KONTA
エンディングテーマ「WOMAN」
作詞 - 石川あゆ子 / 作曲 - 中崎英也 / 編曲 - 佐藤準 / 歌 - アン・ルイス

グッド・バイ・マイ・スイート・ハート
オープニングテーマ「RIDE ON THE NIGHT」
作詞 - 古屋敏之 / 作曲 - 福山芳樹 / 編曲 - HUMMING BIRD / 歌 - HUMMING BIRD
エンディングテーマ「Get Wild（CITY HUNTER 〜SPECIAL97 VERSION〜）」
作詞 - 小室みつ子 / 作曲 - 小室哲哉 / 編曲 - 上杉洋史 / 歌 - NAHO

緊急生中継!? 凶悪犯冴羽獠の最期
オープニングテーマ「illusion city」
挿入歌「MAGNUM fire(2丁目VERSION)」
作詞・作曲 - Anchang / 編曲 - SEX MACHINEGUNS / 歌 - SEX MACHINEGUNS
エンディングテーマ「Get Wild」
作詞 - 小室みつ子 / 作曲・編曲 - 小室哲哉 / 歌 - TM NETWORK

### 各話リスト
☆はTVオリジナル作品。話数に関しては、3作のものを分けず、通しで表記しているもの（ムック『シティーハンターアニメスペシャル』）もある。

#### シティーハンター
第15話までは原作をモチーフにした話だったが、第16話以降はTVオリジナル作品の量が多くなり、全51話中27話までがTVオリジナル作品である。原作の第15巻中盤までの内容に相当（第2話は読み切りの『シティーハンターXYZ』が原作）。
| 話数 | 放送日        | サブタイトル                                  | 脚本・構成 | 絵コンテ   | 演出              | 作画監督            |
| ---- | ------------- | --------------------------------------------- | ---------- | ---------- | ----------------- | ------------------- |
| 1    | 1987年 4月6日 | 粋なスイーパー XYZは危険なカクテル            | 星山博之   | こだま兼嗣 | こだま兼嗣 江上潔 | 北原健雄            |
| 2    | 4月13日       | 私を殺して!! 美女に照準は似合わない           | 平野靖士   | 網野哲郎   | 網野哲郎          | 鈴木四郎            |
| 3    | 4月20日       | 愛よ消えないで！明日へのテンカウント          | 平野靖士   | 滝沢敏文   | 今西隆志          | 北原健雄            |
| 4    | 4月27日       | 美女蒸発!! ブティックは闇への誘い             | 武上純希   | 港野洋介   | 港野洋介          | 谷口守泰            |
| 5    | 5月4日        | グッバイ槇村 雨の夜に涙のバースデー           | 井上敏樹   | 冨永恒雄   | 冨永恒雄          | 小林ゆかり          |
| 6    | 5月11日       | 恋しない女優 希望へのラストショット           | 武上純希   | こだま兼嗣 | 江上潔            | 神志那弘志          |
| 7    | 5月18日       | 心ふるえる銃声 悲しきロンリーガール           | 星山博之   | 網野哲郎   | 網野哲郎          | いのまたむつみ      |
| 8    | 5月25日       | 美人に百発百中?! 女刑事には手を出すな         | 吉川惣司   | 港野洋介   | 加瀬充子          | 北原健雄            |
| 9    | 6月1日        | ギャンブルクィーン 華麗なる恋の賭け           | 井上敏樹   | 滝沢敏文   | 今西隆志          | 谷口守泰            |
| 10   | 6月8日        | 危険な家庭教師？女子高生に愛の手料理          | 日暮裕一   | こだま兼嗣 | 山口美浩          | 北原健雄            |
| 11   | 6月15日       | レオタード美女はチューリップがお好き          | 大川俊道   | 冨永恒雄   | 棚橋一徳          | 小林ゆかり 清水恵蔵 |
| 12   | 6月22日       | 子供は得だね！危険な国のモッコリ美人          | 吉川惣司   | 加瀬充子   | 加瀬充子          | いのまたむつみ      |
| 13   | 6月29日       | オレの敵は美女？史上最大の美女地獄!!          | 吉川惣司   | 今西隆志   | 今西隆志          | 谷口守泰            |
| 14   | 7月6日        | 16歳結婚宣言！アイドルに熱いキッス            | 平野靖士   | 山崎和男   | 江上潔            | 神志那弘志          |
| 15   | 7月13日       | 獠が女子大講師？麗しのお嬢サマを守れ          | 外池省二   | 網野哲郎   | 山口美浩          | 北原健雄            |
| 16   | 7月20日       | おきゃんスチュワーデス 獠の教官物語☆          | 星山博之   | 港野洋介   | 加瀬充子          | いのまたむつみ      |
| 17   | 7月27日       | 夏の美人デザイナー 獠の心はハイレッグ☆        | 日暮裕一   | こだま兼嗣 | 江上潔            | 北原健雄            |
| 18   | 8月3日        | 夏の夜のお告げ?! 祈祷師に恋の手ほどき☆        | 武上純希   | 山崎和男   | 今西隆志          | 神志那弘志          |
| 19   | 8月10日       | 思い出の渚 オーディションは危険がいっぱい     | 遠藤明範   | 港野洋介   | 山口美浩          | いのまたむつみ      |
| 20   | 8月17日       | 山から姫が降りてくる 獠の長〜い一日☆          | 吉川惣司   | こだま兼嗣 | 加瀬充子          | 谷口守泰            |
| 21   | 8月24日       | 姿なき狙撃者!! 獠と冴子の危険なゲーム☆        | 星山博之   | 網野哲郎   | 江上潔            | 鈴木四郎            |
| 22   | 8月31日       | 愛のキューピット ダイヤモンドに乾杯!!☆        | 井上敏樹   | こだま兼嗣 | 今西隆志          | 北原健雄            |
| 23   | 9月7日        | 毒バチブンブン!! 空から花嫁降ってきた         | 遠藤明範   | 港野洋介   | 山口美浩          | いのまたむつみ      |
| 24   | 9月14日       | バラ色の入院生活？狙われた白衣の天使          | 外池省二   | 加瀬充子   | 加瀬充子          | 神志那弘志          |
| 25   | 9月21日       | 愛の国際親善?! ライバルはブロンド美人☆        | 武上純希   | 江上潔     | 江上潔            | 北原健雄            |
| 26   | 9月28日       | 愛ってなんですか？獠の正しい恋愛講座          | 港野洋介   | 港野洋介   | 藤本義孝          | 谷口守泰            |
| 27   | 10月5日       | 獠と海坊主の純情 足ながおじさん伝説（前編）   | こだま兼嗣 | こだま兼嗣 | 今西隆志          | 北原健雄            |
| 28   | 10月12日      | 獠と海坊主の純情 足ながおじさん伝説（後編）   | こだま兼嗣 | こだま兼嗣 | 山口美浩          | 北原健雄            |
| 29   | 10月19日      | 依頼料は500円!? メルヘン美人は獠好み☆         | 星山博之   | 加瀬充子   | 加瀬充子          | いのまたむつみ      |
| 30   | 10月26日      | 恋のライバル出現!? 香さんをいただきます☆      | 遠藤明範   | 山崎和男   | 江上潔            | 神志那弘志          |
| 31   | 11月2日       | バリバリラブ！乙女心を駈けぬけろ！☆           | 井上敏樹   | こだま兼嗣 | 藤本義孝          | 北原健雄            |
| 32   | 11月9日       | 獠死なないで!! ハードボイルドマグナム☆        | 遠藤明範   | 網野哲郎   | 今西隆志          | 谷口守泰            |
| 33   | 11月16日      | がんばれ海坊主!! ハードな初恋協奏曲☆          | 星山博之   | 港野洋介   | 加瀬充子          | いのまたむつみ      |
| 34   | 11月23日      | 衝撃!! 獠の父親宣言寝てる子は起こすな☆        | 外池省二   | 神崎貢一   | 藤本義孝          | 神村幸子            |
| 35   | 11月30日      | 突撃美人キャスター 獠の㊙モッコリ取材         | 遠藤明範   | 武藤裕治   | 武藤裕治          | 遠藤晴              |
| 36   | 12月7日       | 女子大生愛のツッパリ！誰かが私を狙ってる☆     | 平野靖士   | 港野洋介   | 今西隆志          | 北原健雄            |
| 37   | 12月14日      | 新宿仁義一直線！着流し美人は弟子志願（前編）☆ | 武上純希   | こだま兼嗣 | 江上潔            | 神志那弘志          |
| 38   | 12月21日      | 新宿仁義一直線！着流し美人は弟子志願（後編）☆ | 武上純希   | 加瀬充子   | 加瀬充子          | 谷口守泰            |
| 39   | 1988年 1月4日 | プッツンかぐや姫！獠も手を焼く記憶喪失☆       | 遠藤明範   | 港野洋介   | 山口美浩          | 北原健雄            |
| 40   | 1月11日       | もっこりパートナー！依頼料はシャワーの後で☆   | 日暮裕一   | こだま兼嗣 | 藤本義孝          | 神村幸子            |
| 41   | 1月18日       | 冴子の妹は女探偵？（前編） 翔んだ女の大胆秘密 | 遠藤明範   | こだま兼嗣 | 今西隆志          | いのまたむつみ      |
| 42   | 1月25日       | 冴子の妹は女探偵？（後編） 翔んだ女の大捕物帳 | 遠藤明範   | 江上潔     | 江上潔            | 谷口守泰            |
| 43   | 2月1日        | 女心のクッキー記念日 胸ボクロと初恋の唄☆      | 井上敏樹   | 加瀬充子   | 加瀬充子          | 神志那弘志          |
| 44   | 2月8日        | 子供100人に聞きました!? 獠は僕らのヒーローだ☆ | 鎌田秀美   | こだま兼嗣 | 藤本義孝          | 北原健雄            |
| 45   | 2月15日       | 三姉妹は招くよ！獠ちゃんのスキー天国☆         | 星山博之   | 港野洋介   | 山口美浩          | 神村幸子            |
| 46   | 2月22日       | 盗ってもスリリング 明日に向ってすれ!!☆        | 遠藤明範   | 小華和為雄 | 武藤裕治          | 新井豊              |
| 47   | 2月29日       | モッコリが特効薬!? 美女ハスラーと愛の球跡☆    | あまのまあ | こだま兼嗣 | 今西隆志          | 北原健雄            |
| 48   | 3月7日        | 春よこい恋未亡人！さぁ喪服をぬいで…☆          | 遠藤明範   | 山崎和男   | 江上潔            | 谷口守泰            |
| 49   | 3月14日       | 迷えるシスター もっこりは愛のお導き!?☆        | 外池省二   | 加瀬充子   | 加瀬充子          | 神村幸子            |
| 50   | 3月21日       | 史上最強の敵!! 獠と香のラストマッチ（前編）☆  | 遠藤明範   | 港野洋介   | 藤本義孝          | 神志那弘志          |
| 51   | 3月28日       | 史上最強の敵!! 獠と香のラストマッチ（後編）☆  | 遠藤明範   | こだま兼嗣 | 山口美浩          | 磯野智              |

1987年12月28日は年末年始特番のために休止。
サブタイトルに映画のタイトルのパロディーが使われているものがある（例 - 現金に手を出すな、紳士は金髪がお好き、危険がいっぱいなど）。

#### シティーハンター2
全63話中34話までがTVオリジナル作品で構成される一方、原作からの作品と一部オリジナル作品は前後編形式（最終話はシリーズ唯一の前・中・後編の3話完結形式）になっている。
原作第12巻中盤から第23巻中盤までの内容に相当。
本作では、獠の元相棒だったアニメオリジナルキャラクターが登場する。
（放送日はよみうりテレビ）
| 話数 | 通算 | 放送日         | サブタイトル                                              | 脚本・構成        | コンテ         | 演出       | 作画監督       |
| ---- | ---- | -------------- | --------------------------------------------------------- | ----------------- | -------------- | ---------- | -------------- |
| 1    | 52   | 1988年 4月2日  | 獠は許嫁!? 出会って恋して占います！（前編）               | 港野洋介          | 港野洋介       | 今西隆志   | 北原健雄       |
| 2    | 53   | 4月9日         | 獠は許嫁!? 出会って恋して占います！（後編）               | 港野洋介          | 港野洋介       | 江上潔     | いのまたむつみ |
| 3    | 54   | 4月16日        | 狙われた香!! 愛の言葉はさようなら（前編）                 | こだま兼嗣        | こだま兼嗣     | 藤本義孝   | 北原健雄       |
| 4    | 55   | 4月22日        | 狙われた香!! 愛の言葉はさようなら（後編）                 | こだま兼嗣        | こだま兼嗣     | 山口美浩   | 谷口守泰       |
| 5    | 56   | 4月30日        | モッコリ迷探偵!? 美人作家の推理ゲーム☆                    | 鎌田秀美          | 加瀬充子       | 加瀬充子   | 神志那弘志     |
| 6    | 57   | 5月7日         | 獠がヌードモデル!? 名画を盗んだ美人画家☆                  | 鎌田秀美          | こだま兼嗣     | 藤本義孝   | いのまたむつみ |
| 7    | 58   | 5月14日        | 南の島からの依頼 ココナツ娘と愛の楽園☆                    | 遠藤明範          | 港野洋介       | 今西隆志   | 磯野智         |
| 8    | 59   | 5月21日        | 気がつけば危ない刑事 東京だよお父つぁん！☆                | 遠藤明範          | 江上潔         | 江上潔     | 北原健雄       |
| 9    | 60   | 5月28日        | 恋の速度違反！白バイ美人と手錠で交際☆                     | 星山博之          | 加瀬充子       | 加瀬充子   | 磯野智         |
| 10   | 61   | 6月4日         | モッコリ殺し!? 王女の高貴なオーラ（前編）                 | こだま兼嗣        | こだま兼嗣     | 山口美浩   | 谷口守泰       |
| 11   | 62   | 6月11日        | モッコリ殺し!? 王女の高貴なオーラ（後編）                 | こだま兼嗣        | こだま兼嗣     | 藤本義孝   | 北原健雄       |
| 12   | 63   | 6月18日        | 場外乱闘流血必至!! 恋のコブラツイスト☆                    | 平野靖士          | 今西隆志       | 今西隆志   | 神志那弘志     |
| 13   | 64   | 6月25日        | 最新密輸工作!! 美人歯科医の愛情治療☆                      | 大野木寛          | 江上潔         | 江上潔     | 磯野智         |
| 14   | 65   | 7月2日         | 愛はお金を越えるか？モッコリ対貯金娘☆                     | 井上敏樹          | 加瀬充子       | 加瀬充子   | 北原健雄       |
| 15   | 66   | 7月9日         | 死ぬな!海坊主!! 愛と復讐のマグナム（前編）☆               | 遠藤明範          | こだま兼嗣     | 藤本義孝   | 本橋秀之       |
| 16   | 67   | 7月16日        | 死ぬな!海坊主!! 愛と復讐のマグナム（後編）☆               | 遠藤明範          | こだま兼嗣     | 山口美浩   | 高岡希一       |
| 17   | 68   | 7月23日        | 大和撫子志願!? モッコリは国境を越えて（前編）☆            | 日暮裕一          | 今西隆志       | 山口美浩   | 磯野智         |
| 18   | 69   | 7月23日        | 大和撫子志願!? モッコリは国境を越えて（後編）☆            | 日暮裕一          | 江上潔         | 江上潔     | 北原健雄       |
| 19   | 70   | 8月6日         | 香ちゃん大活躍!! 思い出のワインで乾杯☆                    | あまのまあ        | こだま兼嗣     | 藤本義孝   | 本橋秀之       |
| 20   | 71   | 8月13日        | 香が記憶喪失!! さらば愛しきパートナー☆                    | 鎌田秀美          | 加瀬充子       | 加瀬充子   | 神志那弘志     |
| 21   | 72   | 8月13日        | めざせ金メダル!! 射撃美人に密着指導☆                      | 平野靖士          | 山口美浩       | 山口美浩   | 高岡希一       |
| 22   | 73   | 9月3日         | 標的は獠！激写美人は危険が大好き！（前編）                | 港野洋介          | 港野洋介       | 加瀬充子   | 谷口守泰       |
| 23   | 74   | 9月3日         | 標的は獠！激写美人は危険が大好き！（後編）                | 港野洋介          | 港野洋介       | 藤本義孝   | 谷口守泰       |
| 24   | 75   | 9月10日        | 必殺桃色吐息!? 大都会くの一進出物語☆                      | 井上敏樹          | 江上潔         | 江上潔     | 北原健雄       |
| 25   | 76   | 9月24日        | 狙われた証人！男装美女と危険な二人（前編）                | 港野洋介          | 港野洋介       | 加瀬充子   | 本橋秀之       |
| 26   | 77   | 10月1日        | 狙われた証人！男装美女と危険な二人（後編）                | 港野洋介          | 港野洋介       | 山口美浩   | 神志那弘志     |
| 27   | 78   | 10月8日        | 槇村からのメッセージ 想い出は永遠に（前編）☆              | 遠藤明範 小林準治 | こだま兼嗣     | 藤本義孝   | 高岡希一       |
| 28   | 79   | 10月15日       | 槇村からのメッセージ 想い出は永遠に（後編）☆              | 遠藤明範 小林準治 | こだま兼嗣     | 江上潔     | 北原健雄       |
| 29   | 80   | 10月22日       | 傷だらけの純情！鉄砲玉に天使の祈り☆                       | 遠藤明範          | 加瀬充子       | 加瀬充子   | 谷口守泰       |
| 30   | 81   | 10月29日       | 獠だまされてね！少女に冴子の贈り物☆                       | 鎌田秀美          | 港野洋介       | 山口美浩   | 高橋久美子     |
| 31   | 82   | 11月5日        | さらば友よ… 心にひびく最期の銃声（前編）☆                 | 平野靖士          | こだま兼嗣     | 藤本義孝   | 高岡希一       |
| 32   | 83   | 11月12日       | さらば友よ… 心にひびく最期の銃声（後編）☆                 | 平野靖士          | こだま兼嗣     | 西山明樹彦 | 神志那弘志     |
| 33   | 84   | 11月19日       | モッコリ契約成立！獠と不良娘の珍道中（前編）☆             | 日暮裕一          | 江上潔         | 江上潔     | 北原健雄       |
| 34   | 85   | 11月26日       | モッコリ契約成立！獠と不良娘の珍道中（後編）☆             | 日暮裕一          | 加瀬充子       | 加瀬充子   | 谷口守泰       |
| 35   | 86   | 12月3日        | 獠はインストラクター 究極のモッコリ戦法☆                  | 鎌田秀美          | 港野洋介       | 藤本義孝   | 高橋久美子     |
| 36   | 87   | 12月10日       | 獠は美味しんぼ！そば打ち美人に粋なPR☆                     | 井上敏樹          | 山口美浩       | 山口美浩   | 高岡希一       |
| 37   | 88   | 12月17日       | 獠が香に… クリスマスに愛をこめて（前編）☆                 | 平野靖士          | アミノテツロー | 西山明樹彦 | 北原健雄       |
| 38   | 89   | 12月24日       | 獠が香に… クリスマスに愛をこめて（後編）☆                 | 平野靖士          | 江上潔         | 江上潔     | 神志那弘志     |
| 39   | 90   | 1989年 1月14日 | 海ちゃん色男！美人スイーパー美樹が肉迫（前編）            | 港野洋介          | 港野洋介       | 藤本義孝   | 本橋秀之       |
| 40   | 91   | 1月21日        | 海ちゃん色男！美人スイーパー美樹が肉迫（後編）            | 港野洋介          | 港野洋介       | 加瀬充子   | 谷口守泰       |
| 41   | 92   | 1月28日        | モッコリだらけ！獠の心と超能力少女（前編）                | こだま兼嗣        | こだま兼嗣     | 山口美浩   | 北原健雄       |
| 42   | 93   | 2月4日         | モッコリだらけ！獠の心と超能力少女（後編）                | こだま兼嗣        | こだま兼嗣     | 江上潔     | 佐藤千春       |
| 43   | 94   | 2月11日        | 獠は恋泥棒！魔鏡に秘めた愛の行方（前編）                  | 港野洋介          | 港野洋介       | 藤本義孝   | 高岡希一       |
| 44   | 95   | 2月18日        | 獠は恋泥棒！魔鏡に秘めた愛の行方（後編）                  | 港野洋介          | 港野洋介       | 西山明樹彦 | 高橋久美子     |
| 45   | 96   | 2月25日        | 19歳の未亡人！スケッチ美人に心の恋人（前編）              | 加瀬充子          | 加瀬充子       | 加瀬充子   | 本橋秀之       |
| 46   | 97   | 3月4日         | 19歳の未亡人！スケッチ美人に心の恋人（後編）              | 加瀬充子          | 加瀬充子       | 藤本義孝   | 谷口守泰       |
| 47   | 98   | 3月11日        | 夢みるように恋したい 12歳天使の作戦（前編）               | 江上潔            | 江上潔         | 江上潔     | 高岡希一       |
| 48   | 99   | 3月18日        | 夢みるように恋したい 12歳天使の作戦（後編）               | 港野洋介          | 港野洋介       | 西山明樹彦 | 高橋久美子     |
| 49   | 100  | 3月25日        | さらばハードボイルド・シティー（前編）☆                   | 平野靖士          | 加瀬充子       | 加瀬充子   | 本橋秀之       |
| 50   | 101  | 4月1日         | さらばハードボイルド・シティー（後編）☆                   | 平野靖士          | 山崎和男       | 藤本義孝   | 谷口守泰       |
| 51   | 102  | 4月8日         | 水晶の予言！香によみがえる記憶の鎖☆                       | 外池省二          | こだま兼嗣     | 今西隆志   | 西沢普         |
| 52   | 103  | 4月15日        | 20年目の再会！冴羽さん妹をよろしく（前編）                | 江上潔            | 江上潔         | 江上潔     | 高橋久美子     |
| 53   | 104  | 4月22日        | 20年目の再会！冴羽さん妹をよろしく（後編）                | 加瀬充子          | 加瀬充子       | 加瀬充子   | 高岡希一       |
| 54   | 105  | 4月29日        | 17歳のプロポーズ 疑惑のデートパニック（前編）             | 港野洋介          | 港野洋介       | 江上潔     | 本橋秀之       |
| 55   | 106  | 5月6日         | 17歳のプロポーズ 疑惑のデートパニック（後編）             | 港野洋介          | 港野洋介       | 冨永恒雄   | 小林ゆかり     |
| 56   | 107  | 5月13日        | 新宿サクセス物語 お隣さんは美人ダンサー（前編）           | こだま兼嗣        | こだま兼嗣     | 江上潔     | 本橋秀之       |
| 57   | 108  | 5月20日        | 新宿サクセス物語 お隣さんは美人ダンサー（後編）           | こだま兼嗣        | こだま兼嗣     | 冨永恒雄   | 小林ゆかり     |
| 58   | 109  | 5月27日        | 獠のスパルタ教育！ハーレム育ちの悪ガキ王子（前編）☆       | 平野靖士          | 加瀬充子       | 藤本義孝   | 西沢普         |
| 59   | 110  | 6月3日         | 獠のスパルタ教育！ハーレム育ちの悪ガキ王子（後編）☆       | 平野靖士          | こだま兼嗣     | 今西隆志   | 高岡希一       |
| 60   | 111  | 6月10日        | 恋は魔法 ミスマジシャンは男性恐怖症☆                      | 外池省二          | 江上潔         | 江上潔     | 高橋久美子     |
| 61   | 112  | 6月17日        | グッドラックマイスイーパー 二人のシティストリート（前編） | こだま兼嗣        | こだま兼嗣     | 冨永恒雄   | 小林ゆかり     |
| 62   | 113  | 6月24日        | グッドラックマイスイーパー 二人のシティストリート（中編） | 港野洋介          | 港野洋介       | 藤本義孝   | 本橋秀之       |
| 63   | 114  | 7月1日         | グッドラックマイスイーパー 二人のシティストリート（後編） | こだま兼嗣        | こだま兼嗣     | 今西隆志   | 谷口守泰       |

第49・50話の「さらばハードボイルド・シティ」は元々最終回として製作されたエピソードで、ファンの間でも特に人気がある。本エピソードは第1シリーズからの通算話数が100・101話となり、それに因んで50話（通算101話）のエンディングでは香が使用するハンマーが通常の100tハンマーではなく、1t多い101tハンマーを遣って獠を殴るというスタッフの遊び心が採用されている。

#### シティーハンター3
全13話中11話がオリジナル作品であり、他のシリーズと比べてTVオリジナル作品としての側面が強い。原作由来のエピソードである第4、5話（前後編形式）は、原作第22巻中盤の内容を基にしている。このシリーズから獠の衣装のカラーリングに変更が見られる。
第12話と第13話は『2』の第31話・第32話の後日談と言えるエピソードである。ロバートの死後1年が経過したエピソードで、ここではロバートが王女暗殺の依頼を受けた本当の理由が明らかとなる。
| 話数 | 放送日          | サブタイトル                                   | 脚本 構成           | コンテ     | 演出     | 作画監督 |
| ---- | --------------- | ---------------------------------------------- | ------------------- | ---------- | -------- | -------- |
| 1    | 1989年 10月15日 | 脱モッコリ宣言！XYZは世界を救う☆               | 外池省二            | こだま兼嗣 | 藤本義孝 | 北原健雄 |
| 2    | 10月22日        | 天下の恋愛現行犯！美人弁護士をくどく法☆        | 平柳益実            | 江上潔     | 江上潔   | 神村幸子 |
| 3    | 10月29日        | 香もプッツン！獠と令嬢“代打結婚物語”☆          | 日暮裕一            | こだま兼嗣 | 山口美浩 | 本橋秀之 |
| 4    | 11月5日         | 危ない探偵ごっこ！お嬢さんにパイソンを（前編） | 港野洋介            | 港野洋介   | 藤本義孝 | 北原健雄 |
| 5    | 11月12日        | 危ない探偵ごっこ！お嬢さんにパイソンを（後編） | 港野洋介            | 港野洋介   | 江上潔   | 谷口守泰 |
| 6    | 11月19日        | がんこな海坊主！ジェラシー子猫物語☆            | 平野靖士            | こだま兼嗣 | 山口美浩 | 神村幸子 |
| 7    | 11月26日        | 恋はダイビング！美女が水着に着がえたら☆        | 平柳益実            | 今西隆志   | 今西隆志 | 逢坂浩司 |
| 8    | 12月3日         | 獠って何者？女子大生もスリルにメロメロ☆        | 外池省二            | 江上潔     | 江上潔   | 高岡希一 |
| 9    | 12月10日        | 雨のち晴の恋予報！美人キャスターに愛の傘☆      | 今西隆志            | 今西隆志   | 今西隆志 | 北原健雄 |
| 10   | 12月17日        | クリスマスにウェディングドレスを…（前編）☆     | 平野靖士 久保田圭司 | こだま兼嗣 | 藤本義孝 | 本橋秀之 |
| 11   | 12月24日        | クリスマスにウェディングドレスを…（後編）☆     | 平野靖士 久保田圭司 | こだま兼嗣 | 山口美浩 | 神村幸子 |
| 12   | 1990年 1月14日  | グッバイCITY さよならの贈りもの（前編）☆       | 日暮裕一            | 江上潔     | 江上潔   | 高岡希一 |
| 13   | 1月21日         | グッバイCITY さよならの贈りもの（後編）☆       | 日暮裕一            | こだま兼嗣 | 今西隆志 | 谷口守泰 |

1989年12月31日、1990年1月7日は年末年始特番のために休止。

#### シティーハンター '91
レギュラー放送は10話で一旦終了し、後に11 - 13話は1時間半のスペシャル枠で放映。また、前作までは1話完結でなく次回に続くエピソードについて、それぞれのサブタイトルに（前編）、（後編）とつける形をとっていたが、本作では次回に続く場合でも次の回では完全な別タイトルになっている。放送回数自体は少ないが、スペシャル版以外の10話はすべて原作からのアニメ化作品である。原作第23巻後半部から第31巻中盤までの内容に相当。
| 話数 | 放送日         | サブタイトル                           | 脚本 構成         | コンテ          | 演出     | 作画監督        |
| ---- | -------------- | -------------------------------------- | ----------------- | --------------- | -------- | --------------- |
| 1    | 1991年 4月28日 | 迷コンビ大復活！空から舞いおりた美女   | 外池省二          | 江上潔          | 江上潔   | 神志那弘志      |
| 2    | 5月5日         | さらば香！シティーハンター逮捕指令     | 平野靖士          | 藤本義孝        | 藤本義孝 | 丹澤学 高岡希一 |
| 3    | 5月12日        | 危険を買う美女！想い出は光の彼方に     | 後藤信平 外池省二 | 山口美浩        | 山口美浩 | 山内則康        |
| 4    | 5月26日        | 恋もA級ライセンス 美人逃がし屋参上！   | 外池省二          | 江上潔          | 江上潔   | 神志那弘志      |
| 5    | 6月16日        | 恐怖! 新宿怪談!! さまよえる美女の魂    | 後藤信平 外池省二 | 山口美浩        | 山口美浩 | 山内則康        |
| 6    | 6月30日        | 別れのレクイエム あの面影をもう一度    | 後藤信平 外池省二 | 藤本義孝        | 藤本義孝 | 丹澤学          |
| 7    | 7月21日        | あの伊集院隼人氏の極めて平穏な一日     | 稲荷昭彦          | 江上潔          | 江上潔   | 神志那弘志      |
| 8    | 7月28日        | 復讐の美女！獠に哀しみのブルースを     | 平野靖士          | 山口美浩 江上潔 | 山口美浩 | 丹澤学          |
| 9    | 8月4日         | 硝煙の行方… シティーハンター暁に死す！ | 平野靖士          | 藤本義孝        | 藤本義孝 | 北原健雄        |
| 10   | 9月22日        | 今夜だけこの愛を… 都会のシンデレラ物語 | 外池省二          | 江上潔          | 江上潔   | 神志那弘志      |
| 11   | 10月10日       | 傷だらけのトリガー！冴子が愛した刑事☆  | 外池省二 後藤信平 | 西森明良        | 藤本義孝 | 神志那弘志      |
| 12   | 10月10日       | 追憶の首飾り事件！獠と悪女と槙村と☆    | 外池省二          | 江上潔          | 江上潔   | 高岡希一        |
| 13   | 10月10日       | 鎮魂のララバイ 遠い国から来た貴公子☆   | 遠藤明範          | 山口美浩        | 山口美浩 | 山内則康        |

1991年5月19日、6月2、9、23日、7月7、14日、8月、9月1、8、15日は休止。

#### シティーハンター テレビスペシャル
『'91』のその後としてそれぞれ日本テレビ系列（金曜ロードショー枠）にて放送。『ザ・シークレットサービス』では、『3』以来久々にこだま兼嗣をはじめとしたレギュラー放送時代のスタッフが制作に当たっている。諏訪によると当初は95年内放送を目指して製作されたが、編成の都合により96年年始までずれ込んでしまったという。以降の2作は作画や演出面でのスタッフは変更されているものの、矢野立美は『1』以来一貫して音楽担当を続けた。また、使用される劇伴は劇場映画やスペシャル専用のものに限定されており、レギュラー放送時代の挿入歌や音楽は使用されず、セルアニメとしての制作は緊急生中継!? 凶悪犯冴羽獠の最期が事実上の最終作として位置づけられた。
当初は『ルパン三世』のTVスペシャルと同様年1回、または「ルパン三世」と交互に隔年ペースで放送する計画が立てられていたが、原作の北条司が「エンジェル・ハート」の連載準備を開始したなどの理由から1999年を最後に制作されなくなったことが完全版のあとがきで語られている。
| 話数 | 放送日         | サブタイトル                         | 脚本                | ストーリーボード・絵コンテ・総監督 | 演出                | (総)作画監督                               |
| ---- | -------------- | ------------------------------------ | ------------------- | ---------------------------------- | ------------------- | ------------------------------------------ |
| SP1  | 1996年 1月5日  | ザ・シークレット・サービス           | 遠藤明範 こだま兼嗣 | こだま兼嗣                         | こだま兼嗣 山口裕司 | 佐藤K さとうちはる 大河原春男 （北原健雄） |
| SP2  | 1997年 4月25日 | グッド・バイ・マイ・スイート・ハート | 日暮裕一            | やまざきかずお                     | 杉山慶一 渡邊哲哉   | 羽山賢二 河南正昭 （さとうけいいち）       |
| SP3  | 1999年 4月23日 | 緊急生中継!? 凶悪犯冴羽獠の最期      | 岸間信明            | 奥脇雅晴                           | 大原実              | 佐久間信一                                 |

### 放送局
系列は放送当時のもの。
| 放送地域       | 放送局             | 放送系列                                     | 備考 |
| -------------- | ------------------ | -------------------------------------------- | --- |
| 近畿広域圏     | 読売テレビ         | 日本テレビ系列                               | 製作局 |
| 関東広域圏     | 日本テレビ         | 日本テレビ系列                               | |
| 北海道         | 札幌テレビ         | 日本テレビ系列                               | |
| 青森県         | 青森放送           | 日本テレビ系列                               | 1991年9月まではテレビ朝日系列とのクロスネット局 |
| 岩手県         | テレビ岩手         | 日本テレビ系列                               | |
| 宮城県         | ミヤギテレビ       | 日本テレビ系列                               | |
| 秋田県         | 秋田放送           | 日本テレビ系列                               | |
| 山形県         | 山形放送           | 日本テレビ系列                               | 1・2、SP1-SP3を放送 1993年3月まではテレビ朝日系列とのクロスネット局 |
| 山形県         | 山形テレビ         | フジテレビ系列                               | 3・'91を放送 1993年4月からはテレビ朝日系列 |
| 福島県         | 福島中央テレビ     | 日本テレビ系列                               | |
| 山梨県         | 山梨放送           | 日本テレビ系列                               | |
| 新潟県         | テレビ新潟         | 日本テレビ系列                               | |
| 長野県         | テレビ信州         | 日本テレビ系列                               | 1987年9月まで1を同時ネット 10月以降2終了まで遅れネット 3、'91は再び同時ネット 1991年3月まではテレビ朝日系列とのクロスネット局（NNS非加盟）                                                             |
| 静岡県         | 静岡第一テレビ     | 日本テレビ系列                               | |
| 富山県         | 北日本放送         | 日本テレビ系列                               | 1は1987年10月5日から1988年10月24日まで、2は1988年10月31日から1990年3月5日まで、いずれも月曜 17:00 - 17:30にて放送 2までは遅れて放送し、3より同時ネットとなったため、一時2と3が並行して放送されていた。 |
| 石川県         | 石川テレビ         | フジテレビ系列                               | 1・2を放送 |
| 石川県         | テレビ金沢         | 日本テレビ系列                               | 3は開局後に帯放送 '91からSP3まで同時ネットで放送 |
| 福井県         | 福井放送           | 日本テレビ系列 テレビ朝日系列                | 金曜 17:00 - 17:30にて放送 1989年3月までは日本テレビ系列単独加盟局 |
| 中京広域圏     | 中京テレビ         | 日本テレビ系列                               | |
| 鳥取県・島根県 | 日本海テレビ       | 日本テレビ系列                               | 1・2は未放送 |
| 広島県         | 広島テレビ         | 日本テレビ系列                               | |
| 山口県         | 山口放送           | 日本テレビ系列                               | 1993年9月まではテレビ朝日系列とのクロスネット局 |
| 徳島県         | 四国放送           | 日本テレビ系列                               | 1・2は未放送 |
| 香川県・岡山県 | 西日本放送         | 日本テレビ系列                               | |
| 愛媛県         | 南海放送           | 日本テレビ系列                               | |
| 高知県         | 高知放送           | 日本テレビ系列                               | |
| 福岡県         | 福岡放送           | 日本テレビ系列                               | 2のみ、土曜7:00-7:30枠の遅れネット |
| 長崎県         | テレビ長崎         | フジテレビ系列 日本テレビ系列                | 1から3まで放送 |
| 長崎県         | 長崎国際テレビ     | 日本テレビ系列                               | '91からSP3まで放送 |
| 熊本県         | くまもと県民テレビ | 日本テレビ系列                               | 1および3、'91、SP3は同時ネット、2は1988年4月13日から1989年8月2日に水曜17:00から放送。 熊本日日新聞テレビ欄より                                                                                         |
| 大分県         | 大分放送           | TBS系列                                      | 1・2を放送 |
| 大分県         | テレビ大分         | 日本テレビ系列 フジテレビ系列                | 3からSP3まで放送 1993年9月まではテレビ朝日系列とのトリプルネット局 |
| 宮崎県         | 宮崎放送           | TBS系列                                      | 1・2を放送 |
| 宮崎県         | テレビ宮崎         | フジテレビ系列 日本テレビ系列 テレビ朝日系列 | 3からSP3まで放送 |
| 鹿児島県       | 鹿児島テレビ       | 日本テレビ系列 フジテレビ系列                | 1から'91まで放送 |
| 鹿児島県       | 鹿児島読売テレビ   | 日本テレビ系列                               | SP1からSP3まで放送 |
| 沖縄県         | 琉球放送           | TBS系列                                      | SP1からSP3まで放送 |

#### スペシャル
本放送後、2017年にはアニメ化30周年を記念してHDリマスター版が制作された。これは同年12月にアニマックスでのBS初放送を経て、2018年4月にはサンテレビでの地上波初放送にも用いられている。

## 映画版

### 1989年-1990年の映画
『2』の本放送中である1989年6月17日に単発として公開された『シティーハンター 愛と宿命のマグナム』 (L&D) 、アニメ休止期間中の1990年8月25日に2本立てとして併映された『シティーハンター 百万ドルの陰謀』 (M$P) と『シティーハンター ベイシティウォーズ』 (BCW) の計3作品が製作されている。配給は松竹富士。2本立ての後者はアニメ作品ではまだ珍しかったステレオ音響で公開された。
1作目の映像ソフトが劇場公開から1ヵ月以内での発売が行われたことや、3作品すべての表紙に「オリジナル・スペシャル」と表記されていることからアニメージュといった一部アニメ書籍ではOVAとしても扱われているが、本項目では映画作品として記載する。

#### ゲストキャラクター

##### 『シティーハンター 愛と宿命のマグナム』
ニーナ・シュテンベルグ
声 - 岡本茉莉
本作のゲストヒロインで、西ガリエラ国の天才ピアニスト。ショパンコンクールでの優勝経験を持ち、チャリティーコンサートのため来日する。かつて獠と海坊主に命の危機を救われたバイオリニスト・氷室真希とはウィーンで知り合った仲である。東ガリエラ国情報部大佐・ヘルゼンは、彼女の実父。
長年、父親は自分が生まれる前に亡くなったと聞かされていたが、5年前、ピアニストだった母・ソフィアが「お前の父親は生きている。日本にいる」という言葉を残して亡くなったことから、父親に会いたいという思いを強く抱いていた。空港に到着後、ヘルゼンによる情報屋殺しと爆発騒ぎの混乱に乗じて、祖父でマネージャーを務めるクラウスから逃げるように単身でバスに乗り、喫茶キャッツアイへと向かう。到着してすぐ獠に対面し、名前も顔も分からない父親探しを依頼する。
ホテルでのレセプション当日、エレベーターの前で父親と知らずにヘルゼンと顔を合わせる。その直後、東ガリエラ国駐日大使・ボンダルの部下であるギュンターにより、クラウスと共に拉致されるが、これを知ったヘルゼンと獠によって救出される。その後、獠の自宅マンションへと連れられ、ここで自分の父親がヘルゼンだと知る。
その後、ボンダルが招集したライプニッツ大尉の特殊部隊にクラウスと香が拉致されたことを知り、獠に同行を願い出るも断られ、改めてチャリティーコンサートの舞台に立つ。
エンディングでは、ヘルゼンが死んだと伝えられて落胆していたが、帰国の途に就く船の中でヘルゼンと父娘としての再会を果たした。
初対面ながらセクハラをしようとした獠のことはスケベな人と思っていたが、ヘルゼンの部下・オイゲンと対峙した獠を目の当たりにした際には、それまでとは全く違う獠の姿に驚嘆する。また、香によって獠に対抗する術を教わっており、中盤ではキスを迫った獠に「100トンハンマー」ならぬ「10トンハンマー」をお見舞いし、獠を悔しがらせる。
クラウス・シュテンベルグ
声 - 永井一郎
ニーナの祖父であり、ニーナのマネージャーでもある。キルヒマンからマイクロチップを預かる。20年前、娘のソフィアがヘルゼンとの間にニーナを妊娠したことを知るが、硝煙の渦巻く危険な世界に巻き込まれることを懸念し、ヘルゼンにソフィアから身を引くよう強く迫った。その後もヘルゼンに対しては、娘を利用した男と思っていたため憎しみの感情を抱いていたが、獠と香の姿を見るうちに、自分がソフィアの為と思ってしたことは間違っていたのかと葛藤する。そして終盤、ヘルゼンが心の底からソフィアを愛していたと知ったことで、彼に対するわだかまりを消し、自分の行いは間違いだったと詫びる。
ヘルゼンが獠との一騎打ちで倒れたのを目の当たりにして肩を落とすが、帰国の途に就く船の中でヘルゼンとニーナの再会を見届ける。
ヨハン・フリードリッヒ・フォン・ヘルゼン
声 - 木原正二郎
東ガリエラ国の情報部大佐。「赤い死神」の異名を持つ凄腕であり、冴子曰く「東側では、彼に並ぶ者はいない」と言われるほどの実力者。東ガリエラ大使館から、情報屋が持ってきた極東破壊工作資料が警視庁に渡るのを阻止すべく送り込まれた。超一流の射撃の腕を持つだけでなく、ピアノの素養があり、劇中でピアノを演奏するシーンがある。「赤い死神」という異名から冷酷な印象を受けるが、実際は漢気と優しさを兼ね備えた紳士であり、任務の際は一般人を決して巻き込まないようにするなどの気配りにも長けている。
中盤、獠が麗香に調査をしてもらった結果、彼がニーナの実父であることが獠や香の知るところとなり、ニーナも偶然そのことを知る。
20年前、東ガリエラ大使館員として西ガリエラに駐在していた時にニーナの母であるソフィアと出会い、お互いに深く愛し合うようになり、この時にソフィアはニーナを妊娠した。東ガリエラに連れて行きたいと思い、ソフィアもそれを望んでいたが、硝煙の渦巻く危険な世界に巻き込みたくないという思いから、ソフィアの元を去る。しかし、それから20年が経ち、結果としてクラウスやニーナを危険な目に遭わせてしまったことで、あの時の自分の決断は正しかったのかと悩む。
終盤、「答えを見つけたい」という思いから獠と一騎打ちの勝負を行い、彼の撃った弾は獠に命中したものの、獠がニーナから預かったペンダントに当たったことで難を逃れたが、彼自身は弾が心臓に命中し、「どうやら、私は頭でいろいろ考えすぎたらしい…。羨ましい、君達が…」と獠達に告げて倒れる。
この一騎打ちで死亡したと思われたが実は生存しており、療養中に本国からは死亡として扱われた。その後、改めてニーナと再会を果たし、共に放浪の旅に出た。
ソフィア・シュテンベルグ
クラウスの娘でニーナの母。ピアニストであった。5年前に病に侵され、ニーナに父親が生きていることを告げて息を引き取った。
ボンダル
声 - 加藤正之
東ガリエラ国の駐日大使。出世欲の塊とも言える人物であり、全編を通して身勝手な行動が目立つ。
本国の指示で、極東における破壊工作の資料を奪回しようとするが、拠点の地下に隠していた大量の爆弾を獠たちを道連れにしようとするギュンターにより起爆され、拠点を丸ごと失う。その後、獠によってヘルゼンが倒されたのを目の当たりにして逃げるように立ち去り、急いで屋敷に戻るも、待機していたシュタイナーから「今回のミスで、あなたの強制収容所行きは免れないだろう」と宣告され、力なく崩れ落ちた。
オイゲン
声 - 仲木隆司
東ガリエラ情報部員で、ヘルゼンの部下。ホテルに滞在していたクラウスを連れ去ろうとするものの、香とニーナに発見される。彼自身は銃を持っていたため、3人を一緒に連れ去ろうとしたが、あとから駆け付けた獠に阻止され、逃げ帰ることになる。その後は、ボンダルの横暴な行いにも静観の構えを見せ続けていたが、終盤でヘルゼンが獠との対決により倒れたのを目撃した際には肩を落とし、「ヘルゼン大佐…」と呟いて立ち去り、大使館へと戻る。
ギュンター
声 - 矢尾一樹
ボンダルの部下。血気盛んで、非道な行いも平気で行う卑劣漢。レセプション当日に、ホテルからニーナとクラウスを車で連れ去る。だが、これを知ったヘルゼンによって、車の冷却装置を撃たれてオーバーヒートによる走行不能状態に追い込まれた上、ミニクーパーで追って来た獠との撃ち合いで右手を負傷し、一度は逃げ帰る。その後、拠点へやって来た獠と再び対峙。香を人質にとるも逆に反撃された上、クラウスのタックルで倒される。2人を撃とうとするも獠に左手を撃たれ、格の違いを見せつけられたことで自暴自棄になり、地下の爆薬庫で自爆を遂げ、極東の拠点は完全に破壊された。
ライプニッツ大尉
声 - 池田勝
東ガリエラの特殊部隊の隊長。中盤、クラウスを連れ去り、ヘリコプターにしがみついた香も人質として地下牢に閉じ込める。だが、香が身に着けていた発信機で居場所を突き止められ、駆け付けた獠と海坊主によって部隊を全滅させられる。その後、海坊主と一騎打ちの勝負をするも敗れる。
キルヒマン
声 - 加賀谷純一
世界中に情報網を持つ情報屋。東ガリエラの極東破壊工作の資料を警視庁に高く売ろうとした。今回の仕事で引退を考えており、東ガリエラ国による破壊活動と見せかけ、情報の売値を吊り上げるために自分で空港に爆弾を仕掛ける。しかし、空港でそれを察知したヘルゼンによって射殺された。
シュタイナー
声 - 家弓家正
東ガリエラ国の国家保安委員会の特別調査局長。ヘルゼンの同期で、20年前にヘルゼンと共に東ガリエラ大使館員として西ガリエラに駐在していた。ヘルゼンと同様、彼もピアノの素養がある。ヘルゼンの死を知った際には、「惜しい男を亡くした」「今頃は、天国でソフィアと一緒だな。幸せな奴だ…」と寂しそうに呟いていた。

##### 『シティーハンター ベイシティウォーズ』
ルナ・ギリアム
声 - 小林優子
コステロ共和国のコンピュータースペシャリスト。ギリアム将軍の娘で、父の計画に加担していた。計画を実行しようとするも獠たちに阻止され、最終的には警察に逮捕された。
元独裁者で麻薬王だった父の身勝手な復讐計画に妄信し、獠の説得にも全く耳を貸すこともせず、最終的には父を失った事で無気力になり、改心することなく悪役のまま退場した人物である。エピローグでは、香が獠に「あの時、海坊主さんが現れなかったらルナさんを撃ってた？」と尋ねるが、獠は「さあな」としか答えなかった。
ギリアム将軍
声 - 阪脩
コステロ共和国の元独裁者で麻薬王として君臨していた人物で、過去7年間に渡り、7万トンの麻薬をアメリカに輸出していた。ルナの父親でもある。アメリカの軍事介入により祖国を追われた後、日本に潜伏する。ペンタゴンの戦略防衛システムに侵入するためのスーパーコンピューターを娘ルナの協力で完成させ、アメリカを壊滅させようと企むが、直前で獠と海坊主に阻止される。最期はホテルを爆破するための起爆スイッチを起動させ、獠を撃とうとするが、逆に撃たれた挙句、海坊主にバズーカで破壊されたスーパーコンピューターに接触したことにより感電死する。
クロード少佐
声 - 岸野一彦
ギリアムの副官。ギリアム将軍の補佐をしつつ、表立って特殊部隊の指揮を執る。香を拘束した上、テロの最終計画実行直前に全ての証拠を消すため彼女を射殺しようとしたが、その前に彼自らがギリアムに用済みとして射殺された。
ゴメス
声 - 渡部猛
クロードの副官。多連装ランチャー「マンビルXM18」を使う。

##### 『シティーハンター 百万ドルの陰謀』
エミリー・オハラ
声 - 佐々木優子
アメリカ・ロサンゼルスから来日した100万ドルの依頼料で獠にガードを頼んだ金髪美女。実はCIAのエージェント。
ダニエル・オハラ
声 - 竹村拓
エミリーの兄で、CIA職員。釣りをしていたところを、ダグラスに殺された。
ダグラス
声 - 石丸博也
テロリストまがいの殺し屋。爆弾をしかけたラジコンを使う。
実はCIAのエージェントであり、エミリー・オハラの上司・ディックの指示でダニエルを殺すよう仕向けられていた。しかし、自身もディックに捨て駒として利用されており、獠との闘いは自身の死を前提として仕組まれたものだった。その事実を獠に知らされたことから、ディックをエミリー諸共爆殺しようとするが失敗し、最後はダニエル殺害および要人暗殺、爆発物所持等取締法違反、二重スパイ容疑で、ディックと共に逮捕される。
ディック
声 - 屋良有作
エミリーの直属の上司で、CIAのロサンゼルス支部長。だが、今回のすべての陰謀の黒幕であり、二重スパイ。最後の舞台となる競馬場でエミリーと香の前で「ダニエルを殺したのはダグラスだが、それを指示したのは自分である」と発言。すべてを獠に暴露された後に逃亡を図るもののエミリーによって阻止されたうえ、ダグラス同様ダニエル殺害および要人暗殺、爆発物所持等取締法違反、二重スパイ容疑で逮捕された。

#### スタッフ（映画版）
- 原作 - 北条司
- 監督 - こだま兼嗣
- 企画 - 諏訪道彦（よみうりテレビ）
- キャラクターデザイン - 神村幸子
- 美術監督 - 東潤一 (L&D,BCW) / 本田修 (M$P)
- 撮影監督 - 古林一太 (L&D) / 長谷川洋一 (M$P,BCW)
- メカニカルデザイン - 明貴美加 (L&D) / 小林渉平 (M$P,BCW)
- 設定製作 - 秋山浩之 (L&D) / 稲荷昭彦 (M$P,BCW)
- 編集 - 鶴渕友彰[18]
- 音楽 - 矢野立美
- 音響監督 - 浦上靖夫 / 小林克良 (M$P,BCW)
- シナリオ - 遠藤明範 (L&D)  / 外池省二 (M$P) / 平野靖士 (BCW)
- 絵コンテ - こだま兼嗣 (M$P) / 大熊朝秀 (BCW)
- 演出 - 山口美浩 (L&D) / 江上潔 (M$P) / 今西隆志 (BCW)
- 作画監督 - 北原健雄 (L&D,BCW) / 神志那弘志 (L&D) / 神村幸子 (M$P)
- プロデューサー - 植田益朗（サンライズ）・諏訪道彦（よみうりテレビ）・小松茂明（日本ビクター）
- 制作 - よみうりテレビ、日本ビクター、サンライズ

#### 主題歌（映画版）
愛と宿命のマグナム
オープニングテーマ「週末のソルジャー」
作詞・作曲・編曲 - 高橋研 / 歌 - 金子美香
エンディングテーマ「十六夜」
作詞・作曲 - 飛鳥涼 / 編曲 - 近藤敬三 / 歌 - 髙橋真梨子
挿入歌「LOVE GAMES」
作詞 - 北代桃子 / 作曲・編曲 - 矢野立美 / 歌 - 国分友里恵

ベイシティウォーズ
エンディングテーマ「ROCK MY LOVE」
作詞 - 吉元由美 / 作曲・編曲 - 馬飼野康二 / 歌 - 荻野目洋子

百万ドルの陰謀
エンディングテーマ「MORE MORE しあわせ」
作詞 - 川村真澄 / 作曲 - Mark Davis / 編曲 - 井上Brothers / 歌 - 荻野目洋子
挿入歌「ONLY IN MY DREAMS」、「LOVE GAMES」
作詞 - 北代桃子 / 作曲・編曲 - 矢野立美 / 歌 - 国分友里恵

## 2019年以降に作成された劇場版アニメ
諸事情により1999年を以ってアニメ版の制作が中断されていたが、2019年に入り20年ぶりに本作の制作が再開された。いずれも配給はアニプレックスで、アニメの制作は引き続きサンライズが担当する。詳しくは各作品の項目を参照。
作者の北条司が2000年にコアミックスの設立に関わったことから、2004年に文庫版を除き、本作の出版元を集英社から徳間書店に移行した。2019年以降の劇場版制作は本作の版権を管理するコアミックスが関与している。集英社、小学館集英社プロダクションは2019年以降の劇場版の制作に関与しておらず、「週刊少年ジャンプ連載」のクレジットも出ない。一方、テレビアニメ版の放送局であった日本テレビと、制作を行っていた読売テレビは劇場版の制作に引き続き関与している。

### 劇場版シティーハンター 〈新宿プライベート・アイズ〉
『劇場版シティーハンター 新宿プライベート・アイズ』（げきじょうばんシティーハンター しんじゅくプライベート・アイズ）は、2019年2月8日に公開された日本のアニメ映画。北条司原作のアニメ『シティーハンター』の劇場映画としては通算4作目となる映画作品。配給はアニプレックスで、初のデジタル制作となる。
公開当初は約250スクリーン規模で公開されたが、その直後から上映されていない地方を中心に問い合わせが寄せられて2019年3月にセカンド上映として約30 - 40スクリーン程度が追加された経緯があり、最終興行収入は15.3億円を記録した。

#### 概要（SPE）
アニメ版『シティーハンター』シリーズの20年ぶりの再起動である。監督は『シティーハンター ザ・シークレット・サービス』以来、23年ぶりにこだま兼嗣が再登板。制作にはアニメシリーズの制作を手掛けていた読売テレビが続投となった他、SP3の製作局だった日本テレビも参加している。また、本作の版権を管理しているコアミックスが制作に携わっている。
制作スタッフについては新たな人物が大半を占める。
主要登場人物である獠、香、冴子、海坊主、美樹の5人を担当する声優については、テレビシリーズの面々である神谷明・伊倉一恵・一龍斎春水（旧芸名・麻上洋子）・玄田哲章・小山茉美が起用されており、レギュラー陣以外にもテレビシリーズ23話のゲストヒロインの名取かずえ役で出演した山本百合子が同役で再登板している。他にも神谷の希望で、テレビシリーズでモブ役で番組レギュラーを務めていた山寺宏一、山崎たくみ、茶風林がサブキャラクター役で出演している。ゲスト声優としては飯豊まりえとチュートリアルの徳井義実が出演している。
劇伴は、本作のパラレルワールドを描いた『エンジェル・ハート』アニメ版で音楽を担当した岩崎琢により新たに制作されたものが使用されている他、挿入歌として歴代テレビシリーズの主題歌および一部楽曲が使用されている。音響監督は、『エンジェル・ハート』アニメ版で音響監督を務めた長崎行男が担当。
作品設定は現代（2019年）の新宿となっており、撤去された伝言板の代わりにスマートフォン内のアプリケーションで仕事の依頼を受けるなど、時代に応じた変更が行われている。また、獠と香の住むマンションはテレビシリーズに登場したレンガ造りのものではなく、制作時点の日本で一般的なデザインのものとなった。登場人物では、原作の主要登場人物であった教授がアニメ作品で初登場している。

#### あらすじ（SPE）
ある夜、冴羽獠と槇村香は重武装のテロリスト一団を新宿歌舞伎町のTOHOシネマズ新宿前で片付ける。
その翌日、モデルを兼業する医大生・進藤亜衣が新宿駅に隠されたVR掲示板にスマートフォンから「XYZ」と書き込み、獠にボディーガードを依頼した。彼女は父親が交通事故で亡くなって以降、何者かに狙われていると訴え、獠と香の住むサエバマンションで共同生活を始める。亜衣は初日に銃を持った男たちの襲撃を受けるが、獠により全員蹴散らされ、難を逃れる。
次の日、モデルの仕事に向かう亜衣に獠と香は同行するが、香はそこで幼なじみだったドミナテック社（本社・新宿）のCEO・御国真司と再会する。御国はアメリカの大学に留学してスポンサーを獲得、ドミナテック社を短期間で大企業に育て上げていた。思わぬ再会に、2人は思い出話に花を咲かせる。
その頃、「喫茶キャッツアイ」の店主・海坊主は、ドミナテック社から提供された接客用ロボット「海小坊主」の仕様が気になり、情報屋に調査を依頼していた。その結果、腕利きの傭兵たちが新宿に招集されていることが判明する。一方、亜衣を狙う人物は後を絶たず、ついには海坊主の「喫茶キャッツ・アイ」がプロの傭兵集団に狙われ、破壊される。その後、新宿ゴールデン街で傭兵集団を蹴散らした獠は、亜衣を狙っている集団の背後にドミナテック社が関わっていることを知る。
翌日、亜衣は獠と香に連れられ、獠のゲリラ時代の軍医・教授のもとを訪れる。教授は、騒動の原因は亜衣の亡くなった父・酒井純一であると語る。酒井は脳科学を専門とした科学者で、軍事兵器の開発を目論む御国によりドミナテック社に引き抜かれた。酒井は兵器開発の要求を拒否するも御国から脅され「メビウス」という、頭で考えるだけで攻撃兵器の操作が可能になるシステムを完成させた。だが、酒井は「メビウス」を悪用されないよう特殊なロックをかけていた。それを解除する「鍵」が亜衣の瞳の虹彩認識であった。
御国は大学時代に「ウォーフェア理論」を提唱、これに目を付けた武器商人のヴィンス・イングラードをスポンサーに付け、世界中に強力な殺戮兵器を売り込もうとしていた。「力」に取り憑かれた御国の狙いは、亜衣を拉致して「メビウス」を起動し、「新時代の殺戮兵器」として世界中の武器商人に売り込むことだった。メビウスのデモンストレーションの場に選んだのが、御国が恨みを持つ街である生まれ故郷の新宿であった。
亜衣を連れ去る計画をことごとく獠に阻止された御国は、酒井のスマートフォンのデータを復元してメビウスの「鍵」の正体を突き止め、亜衣が自発的に自分のもとへ来るための策を練る。そして、ついに御国は「メビウス」を起動させることに成功する。
獠は御国の野望を阻止し、依頼人である亜衣の命を守るため、香は幼なじみとして御国を止めるために立ち上がる。そして、御国の計画に巻き込まれて「喫茶キャッツアイ」を破壊された海坊主と美樹、「喫茶キャッツアイ」のオーナーである来生三姉妹の協力を得て、巨大な陰謀に立ち向かう。
獠と亜衣は、メビウスによって御国が操作する大量のドローン兵器に銃撃され、新宿は大混乱となる。獠は大量のドローンを撃ち落としながら、バステ新宿に停車していたバスを奪い新宿遊園に逃げ込む。海坊主と獠は新宿遊園で、御国が操る大量の兵器と戦う。
一方、香は来生三姉妹の協力を得てドミナテック社の内部に侵入するも、拘束される。そして、獠への攻撃に執着する御国を見限ったヴィンスは、「メビウス」を渡すよう迫るが、御国はこれを拒否。ヴィンスは自分に従わない御国への見せしめという意味も込め、拘束された香を撃とうとするが、力にとりつかれた御国は持っていた護身用の拳銃でヴィンスを射殺。「メビウス」のトランクを持って逃走するが、香に説得され、獠がメビウスを破壊する。その様子を来生三姉妹が見守っていた。
亜衣は医大に復学することになり、獠と香に別れを告げる。冴子は獠に「借りを返す」として、新宿駅に本物の伝言板を復活させる。

#### ゲストキャラクター（SPE）
進藤亜衣（）
声 - 飯豊まりえ
本作のゲストヒロインで、モデルを兼業する医大生（2年）。美しい緑の瞳を持つ。5年前に両親が離婚、母に引き取られるがその母も先年死去、さらに父である酒井純一も再会することのないまま死亡したため、天涯孤独の身である。何者かに襲われたことから警視庁を頼るが相手にされず、この時警視庁内ですれ違った冴子の情報により、スマートフォンで新宿駅に隠されたVR掲示板に「XYZ」と書き込み、獠にボディーガードを依頼する。
御国真司（）
声 - 山寺宏一
本作のメインヴィラン。IT企業ドミナテック社の創業者兼社長で、年齢は26歳。香の幼なじみで新宿出身。全米屈指の有名大学に留学中であった20歳の時、ドミナテック社を創設。大学では戦争経済を研究し、論文として書いていた。ドミナテックの本社の巨大ビルは新宿遊園のすぐそばにあるが、御国は新宿という町に深い恨みを持っており、それが今回の事件につながる。
ヴィンス・イングラード
声 - 大塚芳忠
ドミナテックと深い関係にある武器商人で「乾いた土地に戦火の雨を降らせる男」「ウォーフェアメーカー」などの異名を持つ死の商人。終盤、感情に振り回される御国を見限り、メビウスを渡すよう要求する。御国にこれを拒否されたことで、囚われの身となった香を射殺しようとするが、逆に「力」に取り憑かれた御国によって彼の護身用拳銃（シグ・ザウエル P230）で射殺される。
来生瞳（）、来生泪（）、来生愛（）
声 - 戸田恵子（瞳、泪）、坂本千夏（愛）
北条の過去作品『キャッツ♥アイ』のヒロインを務める怪盗三姉妹。海坊主が経営する喫茶店「キャッツアイ」のオーナーでもある。詳細は「キャッツ・アイ#来生三姉妹」を参照。
コニータ
声 - 徳井義実（チュートリアル）
ファッションデザイナーのオカマ。亜衣のボディーガードでスタジオを訪れていた香にウェディングドレスモデルの代役を依頼する。
海小坊主（）
声 - 北川里奈
宣伝を兼ねて「喫茶キャッツアイ」に貸し出されていたドミナテック社製の接客ロボット。頭部が海坊主に似ているため獠にそう命名された。喫茶キャッツアイが傭兵に襲撃された際に故障して起動不能になるが、エピローグで教授により修理され再稼働、海坊主を感涙させた。
氷枝計（）
声 - 山崎たくみ
御国真司の秘書。痩せぎすで顔色が悪く、眼鏡を掛けている。右手に銃ダコを持つ。
教授（）
声 - 茶風林
獠のゲリラ時代の軍医。これまで原作にしか登場しておらず、アニメでは今回が初のお目見えとなる。獠曰く「世界のあらゆる情報をのぞける男」で、獠のことを「ベビーフェイス」と呼ぶ。工学や情報学をも修めた碩学者であると同時に獠のスケベの師匠でもある。
名取かずえ（）
声 - 山本百合子
獠の協力者である教授のアシスタントで、元々はT大研究室で免疫学の研究をしていた学者。黒髪ロングの才色兼備の女性。かつて獠によって亡き恋人の無念を晴らしてもらった過去がある。
酒井純一（）
声 - 興津和幸
亜衣の父親で脳科学を専門とした研究者。亜衣が15歳の時に妻と離婚し、その後は一度も会うことなく劇中序盤で「事故死」する。死後、教授の調査により御国真司の会社であるドミナテックに引き抜かれ、ある極秘技術の開発を行っていたことが明らかになる。
下山田誠（）
声 - 桐本拓哉
警視庁公安部外事三課に所属する中年男性。冴子と共に傭兵部隊と武器商人の動向を追っている。
PMC隊長
声 - 乃村健次
軍事用ドローンを新宿に持ち込んだ傭兵部隊を指揮する人物。海坊主と近接戦闘(CQC)で互角に戦えるほどの肉体派。海坊主との一騎討ちになり、海坊主のパイルドライバーによって倒される。
亜衣の母
声 - 百々麻子
1年前に亡くなった亜衣の母親で本名は不明。夫である酒井純一とは本編の5年前に離婚。亜衣によると、亡くなるまで一度も父を悪く言うことはなかったという。

#### 製作（SPE）
プロデューサーの諏訪道彦によれば、本作の企画が立ち上がったのは2015年春であり、テレビシリーズ30周年に当たる2017年に向けたものだったという。30周年に合わせての再映像化を望んだ北条はリスクを考え単発のテレビスペシャルを、諏訪は連続のテレビシリーズを検討していたが、最終的に今後の展開を視野に劇場版1本で勝負することになった。
アニメ制作側が当初作成した本作のプロットは、冴羽獠の育ての親かつ宿敵の「海原神」が死んだところから始まっていた
。しかし、テレビアニメが原作の最後までを描いておらず、原作者の北条から「（海原がアニメに）出てもいないのにもう死んだのよかよって(笑)。初めて（本作を）見る人も「海原って誰だよ」ってなりますし、それは映画としてどうよって。」という物言いがつき、アニメファンを困惑させるという判断から、テレビアニメ終了時点の世界観に変更となった。また、結果的にこの一件がアニメ制作側の印象に残っており、次作『劇場版シティーハンター 天使の涙』(2023年)で海原と「ユニオン・テオーペ」がアニメ版で初登場することにつながる。
本作では「『キャッツ♥アイ』の来生三姉妹が、海坊主と美樹が経営する喫茶キャッツアイのオーナーだった」という北条の提案による設定が採用されており、レオタード姿の彼女たち3人も登場する。
「来生三姉妹」の登場は早くから企画されており、泪役の藤田淑子については収録時期の2018年11月が来たら相談する予定にしていたが、藤田はアフレコ日の11月中時点ではすでに浸潤性乳癌により療養中で、尚且つ病状の悪化によりスタジオ入りができなかったために、瞳役の戸田恵子と愛役の坂本千夏が代役を申し出たという。そのことは藤田のもとにも伝えられ、諏訪は療養後に藤田に本作を観てもらえればと思っていた。泪の代役には瞳役の戸田が起用され、一人二役で演じることとなった。
同年12月28日、諏訪は藤田が亡くなったことを獠役の神谷明から知らされ、藤田たちのつながりを強く感じたことから、エンディングクレジットではその想いの丈を込め、藤田の名前の前に「In Memory of」と表記されている。エピローグでは「ルパン三世のマーク」が登場する。
その後、『ルパン三世VSキャッツ・アイ』以降の作品では、泪役として深見梨加が改めて起用された。
2023年、新作の『劇場版シティーハンター 天使の涙』公開記念として、日本テレビで2023年9月4日の未明(9月3日の深夜)2:25 - 4:15に、本編ノーカット放送が行われた。本編終了後に『AD』の冒頭3分27秒間の場面が先行で放送され、番組ナレーションは獠役の神谷と香役の伊倉が行った。

#### スタッフ（SPE）
- 原作：北条司（『CITY HUNTER』）[29]
- 総監督：こだま兼嗣[29]
- 脚本：加藤陽一[29]
- チーフ演出：佐藤照雄、京極尚彦[29]
- 演出：鎌倉由実、馬引圭、山内愛弥、大島克也
- コンテ：こだま兼嗣、佐藤照雄、京極尚彦、佐藤真人
- 音楽：岩崎琢[29]
- キャラクターデザイン：高橋久美子[29]、菱沼義仁
- サブキャラクターデザイン[注釈 66]：ことぶきつかさ、西村博之
- デザインワークス：田頭真理恵、黒川あゆみ、岩佐有祐
- メカデザイン：石垣純哉、植田大貴
- 車輛設定：山根公利
- 車輛資料協力：田中むねよし
- 銃器設定：青木悠
- 軍事ディレクション：金子賢一
- モニターデザイン：青木隆
- 3DCGディレクター：後藤雄一 (studio A-CAT)
- 総作画監督：菱沼義仁[29]
- 作画監督：可児里未、田頭真理恵、松川哲也、寺尾洋之、仲盛文、竹内進二、伊藤裕次、鈴木卓也、赤井尚方、佐藤正樹
- 美術監督・美術設定：加藤浩（ととにゃん）[29]
- 色彩設計：久保木裕一[29]
- 撮影監督：長田雄一郎
- 編集：今井大介 (JAYFILM)[29]
- 音響監督：長崎行男[29]
- 音響効果：西村睦弘
- 音響制作：AUDIO PLANNING U[29]
- 協力：東宝株式会社、TOHOシネマズ新宿、東日本旅客鉄道東京支社、新宿ゴールデン街商業組合、トムス・エンタテインメントほか
- タイアップ協力：XFLAG、ザ・プレミアムモルツ、読売巨人軍
- チーフプロデューサー：三宅将典、佐々木新、諏訪道彦
- プロデューサー：若林豪、小形尚弘
- 配給：アニプレックス[29]
- アニメーション制作：サンライズ[29]
- 製作：「2019 劇場版シティーハンター」製作委員会（アニプレックス、サンライズ、日本テレビ放送網、ノース・スターズ・ピクチャーズ、読売テレビ放送、ADKマーケティング・ソリューションズ、読売新聞社）

#### 主題歌（SPE）
オープニングテーマ「Mr.Cool」
作詞 - Chang Jung, Lotus Juice / 歌 - AMAZONS, Lotus Juice
本作のために新規作成された劇伴曲。厳密には挿入歌扱い。
エンディングテーマ1「Get Wild」
作詞 - 小室みつ子 / 作曲・編曲 - 小室哲哉 / 歌 - TM NETWORK
エンディングテーマ2「STILL LOVE HER (失われた風景)」
作詞・編曲 - 小室哲哉 / 作曲 - 小室哲哉・木根尚登 / 歌 - TM NETWORK
エンディングではテーマ1が流れた後、エンディングテーマ2を流すメドレー形式が採られた。
（いずれも本作用に曲の尺を若干編集した「MOVIE SIZE EDITION」。『STILL LOVE HER』は本編中にも流れており、厳密には挿入曲扱い）
挿入歌
歴代アニメで用いられた楽曲については作・編曲は省略。
- 「Angel Night〜天使のいる場所〜」歌 - PSY・S
- 「MR.PRIVATE EYE」歌 - 大滝裕子
- 「RUNNING TO HORIZON」歌 - 小室哲哉
- 「SUPER GIRL」歌 - 岡村靖幸
- 「PARTY DOWN」歌 - 北代桃子
- 「ゴーゴーヘブン」歌 - 大沢誉志幸
- 「FOREVER IN MY HEART」歌 - Kirsten Steinhauer
- 「SARA」歌 - FENCE OF DEFENSE
- 「FOOT STEPS」歌 - 北代桃子
- 「CITY HUNTER〜愛よ消えないで〜」歌 - 小比類巻かほる
- 「CAT'S EYE」
原作詞 - 三浦徳子 / 原作曲 - 小田裕一郎 / 訳詞 - Chang Jung / 歌 - AMAZONS
※ テレビアニメ『キャッツ♥アイ』の主題歌を本作独自に英語でカバーしたバージョン。

### 劇場版シティーハンター 天使の涙
『劇場版シティーハンター 天使の涙』（げきじょうばんシティーハンター エンジェルダスト）は、2023年9月8日に公開された日本のアニメ映画。北条司原作のアニメ『シティーハンター』の劇場映画としては通算5作目となる。

#### 概要（AD）
本作は原作に登場する重要なキーアイテム「エンジェルダスト」を副題としており、アニメ版に「エンジェルダスト」が登場するのは初めてとなる。公式サイト「INTRODUCTION」や公式パンフレットP.3、裏表紙などに「『シティーハンター』は遂に最終章へ！」「The Final Chapter Begins.（最終章が始まる）」と記載されており、本作以降でアニメ版としてのクライマックスを描くことが示唆されている。
本作アニメ版を当初から長年手掛けていたアニメ制作会社・サンライズが2022年にバンダイナムコフィルムワークスの映像制作ブランドとなってから初めて制作されるアニメ版『シティーハンター』であり、アニメ制作会社であるアンサー・スタジオとの共同制作となっている。
本作のためにTM NETWORKがオープニング曲「Whatever Comes」、挿入曲「DEVOTION」「Angie」など複数の曲を新規に書き下ろしている。
本作ではアニメ版『1』の第5話において非業の死を遂げた獠の元相棒にして親友、そして香の義兄である槇村秀幸が本作で初めて劇場映画版に登場することが決定し、担当声優も田中秀幸が続投する。
フランス制作の実写映画『シティーハンター THE MOVIE 史上最香のミッション』の日本語吹き替え版で香（演 - エロディ・フォンタン）の吹き替えを担当した沢城みゆきが、本作のゲストヒロインのアンジー役で出演している。
本作で獠たちと敵対する犯罪組織「ユニオン・テオーペ」の暗殺者チーム「ウェットワークス」の暗殺者「ピラルクー」「エスパーダ」役にそれぞれ関智一と木村昴が起用され、本作にて初めてアニメ版『シティーハンター』に登場する「海原神」役には堀内賢雄が起用された。

#### 「エンジェルダスト」について
本作の上映前後にアニメ制作側から初めて公表された事実であるが、アニメ化当初から制作側がテレビアニメ版で麻薬の話題を出すことを自主規制していた。そのため、原作の中でストーリー上重要な「エンジェルダスト」の絡む話と、犯罪組織「ユニオン・テオーペ」ならびにその首領（メイヨール）の「海原神」（かいばら しん）は、アニメ版『シティーハンター』には一切登場しなかった。しかし、本作は映画版アニメの「最終章」に向けた作品ということで作品を前に進めるため、思い切ってこれらの要素をストーリーに入れ込むことを決めたという。
「海原神」を本作で登場させた経緯について、総監督のこだまは原作者の北条司と会話をするたびに、北条が海原の名前を出していたため、もし次回作があるなら海原を登場させることや、獠の過去にも触れざるを得ないと考えたと述べている。
ただし、この点について原作者の北条は、本作鑑賞者に2023年9月30日～10月6日の期間に限定配布された「『劇場版シティーハンター 天使の涙』STAFF TRIBUTE BOOKLET」において、アニメ制作側とは異なる見解を述べている。
原作者の北条は、アニメ制作側が海原をアニメに出すことについてかなり迷っているように見えたと言う。前作『SPE』では当初、アニメ制作側が作成したプロットは海原が死んだところからストーリーが始まるというものであったが、北条は「原作者からすると（海原がアニメに）出てもいないのにもう死んだのかよって(笑)。初めて（SPEを）見る人も「海原って誰だよ」ってなりますし、それは映画としてどうよって。だから、それは変えてもらったんですけど、そのことが（アニメ制作側の）頭に残ってたのかもしれないですね。」というアニメ制作側とのやり取りを経て、海原がSPEの次回作となる本作に登場することになった。
北条は今回のアニメ制作側の判断について、「原作で海原が登場することで物語が終盤へと向け動き出すし、TVシリーズでは海原やエンジェルダストの設定を省く形で制作されていたので、今このタイミングで原作の物語に寄せるのもありじゃないかなと思いました。」「物語が終わるとしたらこれ（海原の登場）しかないですからね。『CH（シティーハンター）』って基本的には物語の起伏がないですし。」と述べている。
原作では槇村が死に至った背景に「エンジェルダスト」が関与しているが、本作において直接の死に至った経緯はテレビアニメ版の設定に準拠している。原作では槇村を死に至らしめたのはエンジェルダストの開発元である「ユニオン・テオーペ」であるが、アニメ版での槇村は犯罪組織「赤いペガサス」からの依頼を断ったため、組織が雇った殺し屋・ジェネラルに撃たれて致命傷を負い、獠の腕の中で息絶えるという設定に変更されている。「赤いペガサス」は「ユニオン・テオーペ」をアニメ向けにアレンジした組織であったが、本作では「ユニオン・テオーペ」の下部組織という新設定が取り入れられている。
さらに本作の「エンジェルダスト」は原作とは異なり、麻薬ではなく「ナノマシンテクノロジーを用いて人体の能力を極限まで引き上げる薬」に設定が変更されている。また、本作の中で「麻薬」というセリフは一切使用されていない。
本作では「従来型」のエンジェルダストと、「赤いペガサス」の依頼を受けて「ゾルティック社」というバイオ企業が改良した新型の「ADM（アダム）」の2種類が登場する。ADMは本作のキーアイテムとなっており、針無しで注射ができる「ジェットインジェクター」になっている。
本作の設定は若干複雑であり、「従来型」が第2世代、「ADM」が第3世代とされている。第2世代（本作では「従来型」）のエンジェルダストは第1世代よりも副作用が抑えられているものの効果は落ちたことになっている。本作の描写によると第1世代のエンジェルダストは副作用が激しく、投与された者で生き延びることができたのは獠だけであった。

#### あらすじ（AD）
冒頭、キャッツ・アイ三姉妹と獠、海坊主の5人は「ゾルティック社」というバイオ企業に潜入し、ある絵画を盗み出そうとする。その絵画には「ADM（アダム）」いう薬の試作品1セットが貼り付けられていた。三姉妹は絵画を手に入れ、海坊主のパートナー・美樹が操縦するヘリコプターに乗ってゾルティック社を去ろうとする。しかし突然、獠と同じコルト・パイソンを持った、仮面を付けた謎の人物が現れ、ADMを奪い去る。
場面は変わって、いつもの新宿。獠にはこのところずっと仕事の依頼がなく、生活資金も尽きかけて香は困り果てていた。そんなときに舞い込んできた突然の依頼。それは、アンジーという海外の動画投稿者で、自分が飼っていた「キャリコ」という三毛猫を見つけてくれれば巨額の報酬を前払いで全額払うという、破格の依頼だった。そんなわけで、獠と香は猫探しに勤しむこととなる。
その夜、獠は冴子と公安部の下山田に会っていた。獠たちがゾルティック社から盗み出そうとしたADMは、人間を超人兵士に変えるテクノロジー「エンジェルダスト」の改良型だった。そして、この一件には獠の元相棒で香の義兄・槇村秀幸の命を奪った犯罪組織「赤いペガサス」が関与していることが判明する。また、獠はADMの「発注者」が「赤いペガサス」の上位組織である巨大な犯罪シンジケート「ユニオン・テオーペ」ではないかと推察する。
翌日、アンジーと一緒に再び新宿中の三毛猫を探しまわる獠と香だったが、「キャリコ」の正体は3Dの猫であり、猫探しの依頼は嘘であったことが判明する。そんな中、アンジーを付け狙う男たちが突然出現。彼らは「ユニオン・テオーペ」の暗殺者チーム「ウェットワークス」が送り込んだピラルクーとエスパーダの2名であった。
アンジーの正体は「ウェットワークス」の一員であり、彼女の真の目的は自らが崇拝する「メイヨール」海原神が傭兵として育て、「最高傑作」と評価する獠と直接対決することであった。猫探しの依頼は、アンジーが獠に接近するための口実だった。ただし、アンジーは「ウェットワークス」3名の中で唯一「エンジェルダスト」の使用を拒否しており、組織の判断に背き、危険なADMを自らの意思で葬り去ろうとしていた。一方で獠は、アンジーが動画投稿者というのが仮の姿であることも、依頼が嘘であることも最初からすべて見抜いていた。
組織の裏切り者となったアンジーを執拗に追いかけ、壮絶なADM奪還戦を仕掛けるピラルクーとエスパーダ。アンジーは化学プラントでエスパーダと一騎討ちを繰り広げるも、エスパーダの猛攻に押される。香のバズーカ砲による援護射撃によりプラントの煙突が倒壊し、エスパーダが身動きできなくなった隙に、アンジーが止めを刺す。
その後、全員が川崎港貨物ターミナルへと移動。そこでは「赤いペガサス」が港湾の管理システムをハッキングし、組織が送り込んだ多数の工作員に占拠されており、さらに「ユニオン・テオーペ」首領の海原が乗るクルーズ船が密入港していた。ガントリークレーンの上でピラルクーと戦った獠はADMを奪い取り、アンジーにADMのケースを投げ渡す。アンジーは「礼は言う。だが決着は付ける」と述べ、モーターボートで海へと去っていった。
アンジーが獠との決戦の場に選んだのは、千葉県木更津市の海ほたるであった。海ほたるまで追跡してきたピラルクーと対峙したアンジーはADMを破壊しようとするが、海原側の組織のヘリが乱入。ヘリの機関砲の銃撃により倒壊した海ほたるの巨大モニュメント「カッターフェイス」からアンジーを庇ったピラルクーは味方のヘリに撃たれ、獠のもとへ行くように告げて絶命する。
「ユニオン・テオーペ」と首領の海原に強い忠誠心を持つアンジーは、獠にバトルを挑むが、獠に敗北。勝敗は決したかに思われたが、ADMを奪い返した海原はクルーズ船からボルトアクションライフルで、遠距離狙撃でアンジーの体内にADMを撃ち込む。海原にADMを投与されたアンジーは身体能力が驚異的に向上し、獠の反撃を全て見切り、獠はアンジーに重傷を負わされる。しかし、ADMの副作用によりアンジーは心身ともに異常をきたし、瀕死の状態になってしまう。アンジーは自死を望むが、ADMによって自らの意志を支配された上に、銃弾を跳ね返す能力まで持ってしまったため、どうやっても死ねない状態になっていた。
アンジーは自分がADMに完全に支配される前に獠に殺されることですべてを終わらせたいと望み、その様子を見ていた香は涙ながらにアンジーの願いを叶えてほしいと獠に向かって叫ぶ。獠は、コルト・パイソンのマグナム弾を複数回同じ場所に撃ち込むピンホールショットによって、自死を願うアンジーの心臓を撃ち貫いた。倒れ込んだアンジーは、獠のように自分も海原に愛されたかったという思いと香への感謝を述べ、獠の胸の中で絶命する。それを見ていた海原のクルーズ船は東京湾を出港する。
川崎港では「赤いペガサス」の構成員たちが一斉検挙され、ADMも警視庁により回収されたが、冴子は今後、獠と海原神の戦いが始まることを予感していた。
アンジーの墓前に佇む獠と香。そこに花束を抱えた海原が現れる。獠は、アンジーの墓前に花を供えようとする海原に「それを置いたらお前を撃つ」「貴様に備えて欲しくない」と追い返す。去り際に海原は「“冴羽獠”という名前を気に入っているみたいだな？いずれまた逢おう」と意味深な発言をし、その場を立ち去る。エンドロール終了後、最後のシーンで獠は香に「俺は死なない」と決意を述べる。

#### ゲストキャラクター（AD）
アンジー
声 - 沢城みゆき
本作のゲストヒロインでメインヴィラン。フルネームは「アンジェリーナ＝ドロティーア・オーシアノス」と名乗っているが、これは獠に「仕事」を依頼する際に、彼女自身がつけた名前である。
海外で活躍する動画投稿者と自称しているが、その正体は「ユニオン・テオーペ」の暗殺者チーム「ウェットワークス」の一員で、コードネームはラテン系の言語で「名無し」を意味する「アノーニモ」。
「ユニオン・テオーペ」の首領・海原神に忠誠を誓っているが、彼女の実父はその海原が率いていた傭兵部隊により殺害され、この一件の後に海原に引き取られる。子供の頃から傭兵として育てられたため、高い戦闘力を持つ一方で、食事の作法など日常生活の知識が欠落している。
来日した本当の目的は、海原が最高傑作と評した獠を倒し、自分が最高傑作だと認めさせること、「エンジェルダスト」は不要であると海原に理解させることであった。そのために仮面で顔を隠してゾルティック社に潜入し、「エンジェルダスト」の改良型である「ADM」を奪い、獠に接近するために架空の依頼をでっち上げる。
獠を倒すために近付いた一方、自分に優しく接してくれた香には友情を感じており、自分の本懐を遂げたいという思いとの間で気持ちが揺れ動く場面が幾度か見られる。また、美樹は彼女の姿に、内戦国で家族や友人を失い、誰かに愛されたいという思いを強く感じていた、海坊主に出会う前の自分を重ね合わせていた。
獠との海ほたるでの直接対決では完敗を喫するが、海原によってADMを投与されたことで形勢を逆転させ、獠に重傷を負わせる。だが、ADMを使うことを望んでいなかったため、自我を乗っ取ろうとするADMに抗い苦しむ。自我と体がADMに完全に呑み込まれる前に獠に自らを殺して欲しい「依頼」をする形で、獠のコルト・パイソンによるピンホールショットで心臓を撃ち抜かれる。最期は、自分も獠のように海原に愛されたかったという思いと香への感謝を伝え、「もっこりできなくて残念だ、獠…」と呟いて息を引き取る。彼女の死を目の当たりにした香は絶叫しながら泣き崩れ、美樹もまた彼女の壮絶な最期を目の当たりにして涙する。
「女は殺さない主義」と公言する獠が結果的に自らの手で殺めた「美女の依頼人」であるが、原作者の北条は制作サイドがこの展開についてだいぶ悩んでいたことを明かしたうえで、「僕は（獠が依頼人を手にかける展開は）『ありじゃないかな』と。それだけシビアな戦いなら獠だってやらざるを得ないときもあるでしょう。『キャッツ♥アイ』の三姉妹には殺しはさせないと決めているんですが、『シティーハンター』は少年誌のラインをちゃんと押さえるという程度で、その点は緩めに考えています。」と、本作の脚本に肯定的な見解を述べている。また、北条はアンジーのデザイン原案について、「アンジーは髪が長いイメージはなかったので、短めに。獠とやり合うくらいなので、鍛え上げられた体型をしています。」と述べている。
ピラルクー
声 - 関智一
「ウェットワークス」の一員で、接近戦を得意とする。思慮深く落ち着いた性格であり、仲間を大切にする。それは、ADMを巡って敵となった以前の仲間、アンジーに対しても全く同様であった。組織の命令には忠実である一方、海原とアンジーが獠に対する妄執を捨てられずにいることに気付いている。獠がアンジーから託された「ADM」を奪還後、獠と川崎港のガントリークレーン上で再び対峙した際、本意ではないながらも獠を殺すことですべてを断ち切ろうと直接対決を挑むが、獠によって「ADM」を再び奪い返され、「ADM」はアンジーに渡されることとなる。その後、「海ほたる」におけるアンジーとの戦いの最中に味方のヘリに撃たれて致命傷を負い、獠のもとへ行くよう告げて絶命する。
名前は世界最大の淡水魚で南米に生息するピラルクーから。
総監督のこだま兼嗣によると、本作では当初、ピラルクーが獠のライバルとなる予定であった。獠は中南米で飛行機事故に遭い、ゲリラ組織の海原に傭兵として育てられたという設定があるので、アマゾンと縁のある「ピラルクー」という獠のライバルキャラクターを以前から温めていた。ただし、本作では脚本を作り込むうちに「強いゲストヒロインをライバルにする」という方向に変わったため、ピラルクーは脚本のむとうやすゆきによって、アンジーに対する嫉妬心や仲間意識という人間性を持つ別の役割を与えられた。
原作者の北条はピラルクーのデザイン原案について、「難しかったのはピラルクー。エスパーダとは違う方向で彼はしっかりした顔つきに。僕のイメージではもっとブサイクなんですけど…ちょっといい男にしすぎちゃったかな（笑）。」と述べている。
ピラルクーの声を演じる関は、神谷と大地丙太郎作品での共演が縁で親交があり、新作への出演を熱望していた。
エスパーダ
声 - 木村昴
ピラルクー同様「ウェットワークス」の一員。「エンジェルダスト」の常用者で、注射器で頻繁にエンジェルダストを使用する。完全に中毒状態であり、組織から奪還を命じられた「ADM」にまで手を出そうとして、ピラルクーに止められる。口癖は「ヒャッハー！」。同じ「ウェットワークス」の仲間であるアンジーのことを嫌っており、「ずっと小賢しくて仕方がなかった」と言っているが、それはアンジーの家族を殺した張本人である海原に彼女が心酔していることへの違和感から来るものであった。新宿の廃校でピラルクーと共にアンジーを追い詰めた際に、彼女を追ってやって来た獠と対峙する。ピラルクーが止めるのも聞かずに獠に襲い掛かるが、獠には手も足も出ずに膝蹴りとパンチのみで完膚なきまでに叩きのめされる。
その後、川崎市のコンビナートにおけるアンジーとの一騎打ちで、自らのナイフでアンジーに刺され致命傷を負う。死の間際、なぜ自分の家族を殺した海原にそこまで尽くすのかを尋ね、アンジーからの「私の家族は、あの人（海原）だけだ」という返答を聞くと、「やっぱバカだぜ、アノーニモ…」と呟いて絶命する。
名前はメカジキ（英語名「ソードフィッシュ」）のスペイン語から。
原作者の北条はエスパーダのデザイン原案について「エスパーダは脚本を一読しただけでサラサラと出来上がったキャラで、多分死ぬ時はこんな顔だろうなと思いながら死に際の絵も描きました。」と述べている。
海原神（）
声 - 堀内賢雄
本作における事件の黒幕。別名「首領（メイヨール）」。孤児となっていた獠を戦士として育て上げた男。これまで原作にしか登場しておらず、アニメ作品では本作が初登場となる。
来生瞳（）、来生泪（）、来生愛（）
声 - 戸田恵子（瞳）、深見梨加（泪）、坂本千夏（愛）
北条の過去作品『キャッツ♥アイ』のヒロインを務める怪盗三姉妹で、『SPE』に引き続き登場。現在はアメリカ・ロサンゼルスに在住している。とある情報を入手し、日本に一時帰国して冒頭のゾルティック社への侵入へとつながったことがノベライズ版P.30で明らかにされている。
下山田誠（）
声 - 桐本拓哉
前作『SPE』に引き続き登場する警視庁公安部外事三課所属の公安捜査官。ヒステリックかつ威圧的で、また主要キャラたちと比較するとかなり軽率な言動を取る警官として描かれているが、これは今作の重くシリアスな本筋に対してガス抜き役であるためとされており、こだま監督曰く「唯一失うものが無いキャラ」であるからこそ出来たと話している。
今作では獠から「あんた、誰？」とあえてとぼけられ「下山田だよ！」と感情的に描かれる場面がある。、前作限りの登場予定だったが、予想外の人気を受けたことで本作にも再登場させたという異色のゲストキャラクター。
海小坊主（）
声 - 北川里奈
ドミナテックにより開発された喫茶キャッツアイの接客用ロボットで、前作『SPE』に引き続き登場。本作では新たな機能が追加されている。
ナンパ好きの男
声 - 山里亮太（南海キャンディーズ）
言葉の通りナンパ好きな男で、東京モノレールの車内でアンジーに声を掛ける。山里は「ナンパばかりしている先輩たちを思い浮かべながら、役作りをして挑みました」と述べている。
モヒカンの容疑者
声 - 世界（FANTASTICS from EXILE TRIBE、EXILE）
冴子の回想シーンに登場する、取り調べを受ける男。冴子の尋問に「違法捜査で集めたものが、証拠になるのか？」と小馬鹿にした態度で返したため、冴子をさらに苛立たせる。
声を担当した世界は、「この作品に出演したい」と直談判したことを明かしている。
船着き場の男
声 - 伊藤遼（日本テレビアナウンサー）
アンジーにモーターボートを奪われた男。伊藤は本作の出演について「日本テレビの「遼」が、シティーハンターの「獠」と同じ世界に入れることを誇りに思います。」と述べている。
ルパン三世、次元大介
声 - 栗田貫一（ルパン）、大塚明夫（次元）
いずれも『ルパン三世』から登場。愛車のフィアット・NUOVA 500で走行中、ルパンはピラルクーやエスパーダとのカーチェイス中の獠や香を目撃し、彼らとすれ違う際には香のことをよく知っている様子を見せる。
本作に先駆けて発表された『ルパン三世』と『キャッツ・アイ』のクロスオーバー作品『ルパン三世VSキャッツ・アイ』に獠が隠れキャラクターとしてカメオ出演した件（詳細は作品記事を参照）を受け、本作にもルパンと次元が登場することとなったという。
バナージ・リンクス
声 - 内山昂輝
声だけのカメオ出演。獠がお台場の観覧車でアンジーと同乗した際にアンジーに手を出そうとしたため、香の超跳躍からのハンマー天誅を受け、縄と布団です巻きになった状態で飛ばされた。実物大ユニコーンガンダムの頭部アンテナにかろうじて引っかかった獠だが、「バナージ・リンクス、ユニコーンガンダム、行きます！」という内山の声とともに頭部アンテナが開き、縄が切断して地上に落下する。
タマ
『タマ&フレンズ 〜うちのタマ知りませんか?〜』から登場。飼い猫の捜索の最中に香がチェックしていた猫たちの1匹として、タブレットの画面に一瞬だけ登場する。

#### スタッフ（AD）
※ 各スタッフ出典　→　
- 原作：北条司
- 総監督：こだま兼嗣
- 監督：竹内一義
- 脚本：むとうやすゆき
- キャラクターデザイン：高橋久美子、北澤精吾
- メカニックデザイン：鹿島功光
- 美術：谷口淳一
- 色彩設計：久力志保
- CG監督：五島卓二
- 撮影監督：齋藤真次
- 編集：今井大介
- 音楽：岩﨑琢
- 音響監督：長崎行男
- 音響制作：AUDIO PLANNING U
- 制作：サンライズ、アンサー・スタジオ
- 配給：アニプレックス

#### 主題歌（AD）
オープニングテーマ「Whatever Comes」
歌 - TM NETWORK
※TM NETWORKが『シティーハンター』のオープニング曲を担当するのは本作が初めてである。小室哲哉は2023年6月13日に開催されたプレスイベントで、「OPとEDの両方とも（担当）できるのは最高」と述べる一方で、「（伝説の名曲となった）Get Wildに負けないオープニングを作らなければならない」という強い思いがあったことを語っている。
エンディングテーマ「Get Wild」
歌 - TM NETWORK
※これまではアニメ用にカットされたバージョンがエンディングに使用されてきたが、本作のエンディングではフルコーラスで流れる。また、他の曲はエンディングで一切流れない。
挿入歌
「DEVOTION」歌 - TM NETWORK
「君の空を見ている」歌 - TM NETWORK
「Angie」歌 - TM NETWORK ※本作のための書き下ろし挿入歌、2023年12月6日配信限定リリース。
「RUNNING TO HORIZON」歌 - 小室哲哉　※「シティーハンター3」のオープニング曲
「CAT'S EYE」歌 - AMAZONS
「Never go away」歌 - 北代桃子
他多数

#### 主な舞台（AD）
公式パンフレットP.24 - 25に掲載された地図から、本作の舞台を以下の表に示す。公式パンフレットには地図の位置だけ示してあり、あえて固有名詞は記載されていない。一方、公式ノベライズ版には地名が記載されている。下表の番号は公式パンフレット記載の数字に準じる。
| 番号               | 場所                                     | 内容                                                           |
| ------------------ | ---------------------------------------- | -------------------------------------------------------------- |
| 新宿               |                                          |                                                                |
| (1)                | 新宿西口商店街（通称「思い出横丁」）     | 香と獠が、アンジーの愛猫「キャリコ」探しで奔走したエリア       |
| (2)                | TOHOシネマズ新宿付近（通称「トー横」）   | 香が猫探しのビラを配ったエリア                                 |
| (3)                | 新宿ルミネ                               | 獠がアンジーのためにセクシー下着を買いに行こうとした場所       |
| (4)                | JR新宿駅東口前広場                       | エスパーダがアンジーにナイフを投げつけた場所                   |
| (5)                | 花園神社                                 | エスパーダとピラルクーがアンジーを襲撃した神社                 |
| (6)                | 新宿区立四谷第五小学校跡地               | エスパーダとピラルクーがアンジーを襲撃した廃校                 |
| お台場             |                                          |                                                                |
| (7)                | お台場海浜公園の展望デッキ付近           | 獠がボディーガードとしてアンジーを連れ出した場所               |
| (8)                | アクアシティお台場の「LOVE」モニュメント | 獠とアンジーが記念撮影した人気スポット                         |
| (9)                | パレットタウンの観覧車                   | 獠とアンジーが乗った観覧車                                     |
| (10)               | 実物大のユニコーンガンダム像             | す巻きにされた獠が観覧車から飛ばされ、引っかかって吊るされた像 |
| (11)               | ダイバーシティ東京プラザ                 | アンジーが獠に贈るセクシー下着を購入したモール                 |
| (12)               | お台場海浜公園の水上バス乗り場           | 獠とアンジーが海に落ちた船着き場                               |
| 川崎周辺           |                                          |                                                                |
| (13)               | 首都高速1号羽田線                        | ピラルクーが運転する装甲車が獠のミニクーパーを攻撃した場所     |
| (14)               | 東京貨物ターミナル駅                     | ピラルクーが貨物列車を強奪した場所                             |
| (15)               | 多摩川スカイブリッジ                     | エスパーダが渡った建設中の橋                                   |
| (16)               | 川崎貨物駅                               | ピラルクーが強奪した貨物列車が通過する駅                       |
| (17)               | 川崎コンビナートの千鳥町ヤード           | アンジーがエスパーダと死闘を繰り広げた場所                     |
| (18)               | 川崎港貨物ターミナル                     | 獠とピラルクーが交戦した場所                                   |
| 東京湾アクアライン |                                          |                                                                |
| (19)               | 海ほたる                                 | アンジーが獠に最終決戦を挑んだ場所                             |

#### 主要な登場車両（AD）
公式パンフレットでは商標などの関係で車名が一切記載されていないが、車種が明確に判別できるレベルで描画されているため、本項にて説明する。なお、本作から作中の自動車の描画に3Dレンダリングが用いられている。
モーリス・ミニクーパー1275S Mk.I
冴羽獠の愛車である赤いミニクーパー。原作以来、この設定は常に踏襲されている。MT車である。
「SPE」に引き続き、本作のミニクーパーのナンバーは「新宿300 あ 19-19」。ミニは本来、車体サイズ・排気量のいずれも日本の5ナンバー登録であり、改造などを行わない限り3ナンバー登録にはならない。
トヨタ・ランドクルーザー(200系)
海坊主と美樹が乗る車で「SPE」に引き続いての登場。ナンバーは「新宿330 う 07-24」。車体色は黒。前後は大きく改造されており、一見しただけではランドクルーザーとはわからない。サンルーフを装備しており、車内から身を乗り出して重火器で外部を攻撃することが可能となっている。
ポルシェ911ターボ(930型)
冴子の愛車の赤いポルシェ。ナンバープレートは「新宿33 の 60-03」。フロントにクレマー・レーシングのスポイラーが装着されている。
トヨタ・パッソ（2代目）
ピラルクーとエスパーダがアンジーを尾行するため、隠密行動用に使用していた薄黄色の車。大柄な2名にはかなり窮屈なようだが、（彼らにとって）狭い車内の中でインスタントラーメンをすすっていた（後述の「タイアップ」の項目も参照）。
クーガー装甲車
ピラルクーとエスパーダが攻撃用に、自動車整備工場「小山自動車」の中に隠し持っていた巨大な6輪装甲車。車体色は黒。
フィアット・NUOVA 500
カメオ出演するルパン三世と次元大介が乗っている車。車体色は薄黄色。
トヨタ・プリウスPHV（2代目）
終盤、アンジーを追って海ほたるへと向かうためにピラルクーが使用した車。車体は黒。
その他の車両
背景に映り込む車両として、スズキ・キャリイ（11代目）、三菱ふそう・スーパーグレート（初代後期型）、ホンダ・フィット（初代）などが登場している。また、ピラルクーとエスパーダが使用していたものと色違いのトヨタ・パッソ（2代目）や、ピラルクーが終盤で運転したものと色違いのトヨタ・プリウスPHV（2代目）も背景車両として出てくる。

#### タイアップ（AD）
アニメ版『シティーハンター』は、当初から作中にスポンサー企業のロゴや製品を登場させる「プロダクトプレイスメント」の取り組みが行われていた（「シティーハンター_(アニメ)#概要」を参照）。近年のアニメ映画では、制作資金を調達する上で重要なプロダクトプレイスメントは半ば常識となっている。本作では、映画内のスポンサーとともに、映画外のタイアップも多数実施されている。以下に、タイアップの例を示す。
- エースコックの「鴨だし中華そば」を、ピラルクーとエスパーダがトヨタ・パッソの車内ですするシーンがある。
- サッポロビールの「サッポロ生ビール黒ラベル」を、香が飲むシーンがある。
- 2023年8月7日には、ラーメンチェーン店「天下一品」とのコラボレーションキャンペーン「あっさり！こってり!!もっこり!!!」が翌8月8日から9月18日まで実施されることが発表された[51]。

その他のタイアップの詳細は、公式サイトのリンクに記載されている。

## セルメディア
2005年12月21日、原作開始20年、『エンジェルハート』アニメ放送開始を記念して初のDVD化となるコンプリートDVD-BOX『CITY HUNTER COMPLETE』が完全予約限定商品として発売された。テレビシリーズ全140話に加え、劇場版・テレビスペシャル各計6本を収録。
2007年12月からアニメ放送開始20年を記念し単巻のリリースが開始。劇場版・テレビスペシャルは単巻未発売。
2019年10月30日に、劇場版〈新宿プライベート・アイズ〉のDVDとBlu-rayが発売された。
2024年7月31日に、劇場版シティーハンタ ー天使の涙のDVDとBlu-rayが発売された。

## CD
連続テレビシリーズ
- シティーハンター オリジナル・アニメーション・サウンドトラック
- シティーハンター オリジナル・アニメーション・サウンドトラックVOL.2
- シティーハンター2 オリジナル・アニメーション・サウンドトラックVOL.1
- シティーハンター2 オリジナル・アニメーション・サウンドトラックVOL.2
- シティーハンター3 オリジナル・アニメーション・サウンドトラック
- シティーハンター'91 オリジナル・アニメーション・サウンドトラック

テレビスペシャル
- シティーハンタースペシャル 〜グッド・バイ・マイ・スイート・ハート〜 オリジナル・サウンドトラック
- シティーハンタースペシャル 〜ザ・シークレット・サービス〜 オリジナル・サウンドトラック

映画
- シティーハンター劇場版 〜愛と宿命のマグナム〜 オリジナル・サウンドトラック
- シティーハンター オリジナルスペシャル・サウンドトラック #2 - ベイシティ・ウォーズ #3 - 百万ドルの陰謀

ベスト盤
- シティーハンター ドラマティックマスター
- シティーハンター ドラマティックマスターII
- シティーハンター サウンドコレクションX -Theme Songs-
- シティーハンター サウンドコレクションY -Insertion Tracks-
- シティーハンター サウンドコレクションZ -Dramatic Album-

新録ドラマCDと『シティーハンター ドラマティックマスター』のドラマパートのベストで構成された2枚組アルバム。1枚目は映像化されていないミック・エンジェルの登場するエピソードの音声化。主要人物にはアニメ版のオリジナルキャストが続投し、音楽を矢野立美、音響効果を松田昭彦が担当するなどアニメ版のキャスト・スタッフが再集結したが、音響監督は浦上靖夫ではなく『エンジェル・ハート』を手がけた長崎行男が務めた。ミック役は成田剣。

## ムック
集英社からテレビシリーズ『1』、『2』、『3』、『'91』および『愛と宿命のマグナム』、『百万ドルの陰謀』、『ベイシティウォーズ』をまとめたムック『シティーハンターアニメスペシャル』が出版されている。北条司描き下ろしのピンナップ、神村幸子による多数の描き下ろし（表紙、ピンナップ、名場面、各話女性ゲストキャラクター〈『'91』に登場するキャラクターも神村幸子が描いている〉）、遠藤明範によるショートストーリー、各スタッフのコメントなどが収録されている。

## ゲーム
本項については「シティーハンター#ゲーム」の項目を参照。

## 小説
本項については「シティーハンター#小説版」の項目を参照。

## 評価
テーマソングを提供していた小室哲哉は「電話のかけ方がスマートフォンでも電話ボックスに入っていても、どんなガジェットを使って移動しても、何をしようが受け入れられる。冴羽瞭さんの場合は、乗っているミニクーパーが変わっていても変わってなくてもいいけど、ミニクーパーはやっぱり何気に新しい型番になっていたり、そういう細かい更新というか進化のようなものが所々に入っている。後は髪型・ファッション・カルチャーも10年サイクルぐらいで一周するので、そのタイミングさえ間違わなければ全然古く感じない。多少調整すればいいだけです」と本作の現実に対する普遍性への繋げ方を評価している。
スージー鈴木は「TM NETWORK、大沢誉志幸、岡村靖幸、鈴木聖美等が起用され、アニメの持つ都会的な内容とリンクして、差し詰めテレビアニメ版『eZ』という感じだった」と評している。